# Đầm (bài Tây)

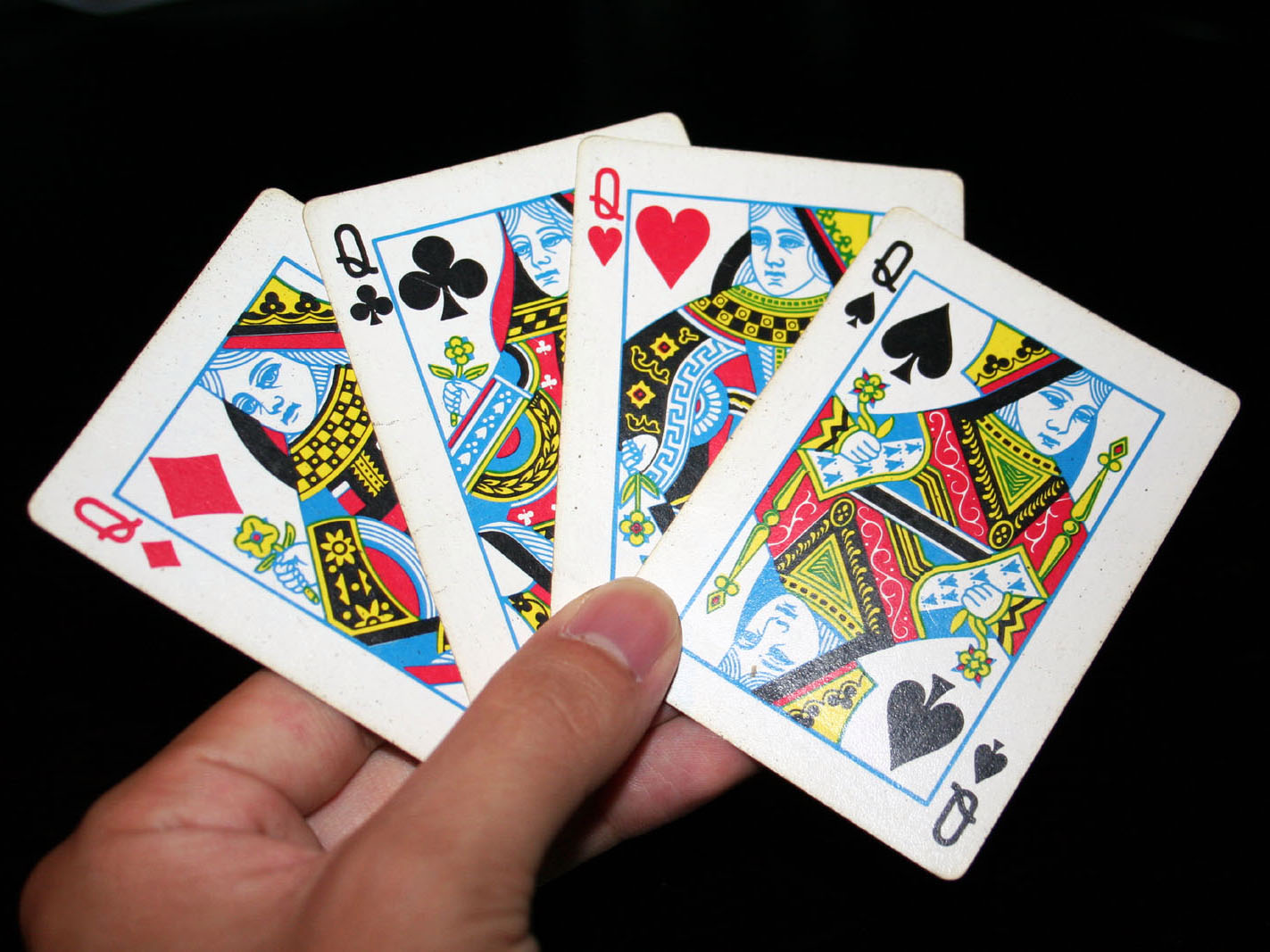
Bốn lá Đầm (kiểu Anh)

Đầm (còn gọi là Mụ) là một quân bài có hình người trong bộ bài Tây, bên cạnh Già và Bồi. Ở đa số các lá Đầm, góc trái trên và phải dưới đều có biểu tượng chữ Q (viết tắt của từ Queen trong tiếng Anh); tuy nhiên bộ bài của Pháp và Đức thì chữ Q của lá Đầm được thay bằng chữ D (viết tắt của từ Dame).

## Mô tả
Có 4 lá Đầm trong một bộ bài Tây, tương ứng với 4 chất cơ, rô, chuồn, bích. Mỗi lá Đầm đều vẽ hình một người phụ nữ mang phong cách hoàng gia (đầu đội vương miện), ngụ ý đại diện cho các bà vương hậu hay nữ vương.
Nhìn chung, trên tay mỗi bà đều cầm một nhánh hoa, và tùy theo từng bộ bài, các bà có thể cầm thêm vương trượng, điển hình như lá Đầm Bích trong bộ bài Tây kiểu Rouen. Đây cũng là lá Đầm duy nhất có cầm vương trượng.
Tương tự những lá Già và Bồi, các lá Đầm được vẽ đối xứng trên-dưới.

## Đại diện
Không rõ những lá Đầm đại diện cho những nhân vật nào trong lịch sử. Ở Pháp, người ta có thói quen đặt tên cho các lá bài hình người theo tên các nhân vật anh hùng trong thần thoại. Dựa theo đó, 4 lá Đầm lần lượt đại diện cho những nhân vật sau:
- Đầm Cơ (Q♥): Judith, một nhân vật Kinh thánh được kể trong Sách Judith. Judith là một góa phụ người Do Thái, người đã sử dụng nhan sắc và mưu trí của mình để tiêu diệt tướng giặc là Holofernes và giải thoát cho người dân Israel khỏi áp bức.
- Đầm Rô (Q♦): Rachel, cũng là một nhân vật Kinh thánh. Rachel đã kết hôn với chính người anh em họ của mình là Jacob, và cả hai được xem là tổ tiên của người Israel cổ đại.
- Đầm Chuồn (Q♣): Argine, đảo chữ của Regina, một từ trong tiếng Latinh có nghĩa là "nữ hoàng; hoàng hậu; công chúa".
- Đầm Bích (Q♠): Pallas, tên gọi khác của nữ thần Athena trong thần thoại Hy Lạp, vị thần của trí tuệ và chiến tranh.

Dưới đây là 4 lá Đầm của bộ bài kiểu Paris (trên mỗi lá đều có ghi tên của các bà):

Đầm Cơ
Đầm Rô
Đầm Chuồn
Đầm Bích

## Chức năng
Tùy theo kiểu chơi bài mà lá Đầm có giá trị khác nhau. Nhìn chung, Đầm đứng sau Già và cao hơn Bồi, như trong bài Tiến lên của Việt Nam.
- Ở kiểu chơi bài Hearts của phương Tây cũng như các biến thể của nó (như Black Lady ở Hoa Kỳ hay Black Maria của Anh), một kiểu chơi tránh ăn điểm từ các lá bài, lá Đầm Bích luôn mang số điểm cao nhất. Ở kiểu chơi này, các lá Cơ (gồm cả Đầm Cơ) thường được tính điểm ngang nhau (và thấp hơn Đầm Bích).
- Trong bài cào 3 lá ở miền Nam Việt Nam, các lá hình người (gọi là "tiên") đều được tính là 10 điểm (ngang giá trị của lá 10).

## Các kiểu bài

### Nga
Bốn lá Đầm trong bộ bài của Nga. Phía trước ngực của mỗi bà đều mang một phù hiệu mang chất của lá bài đó.

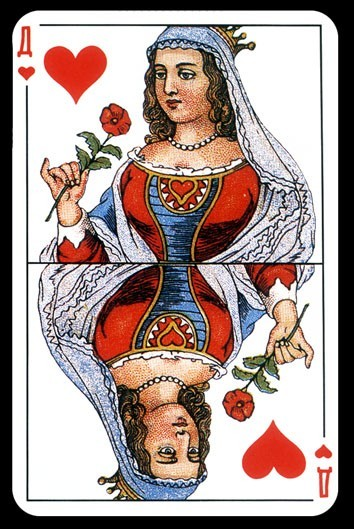
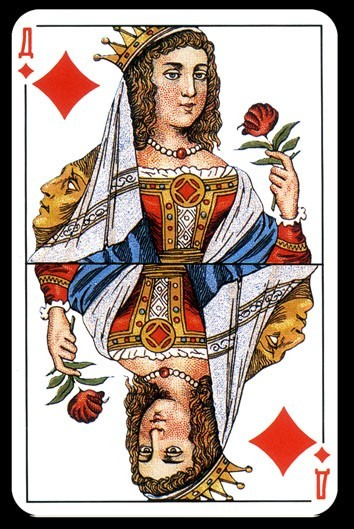
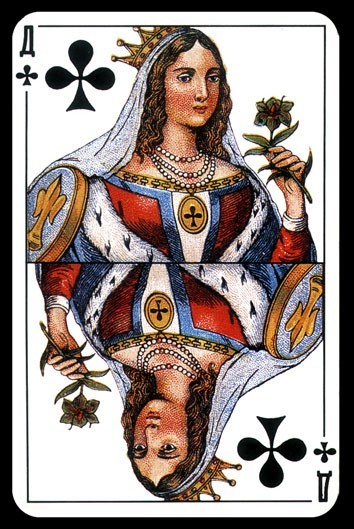
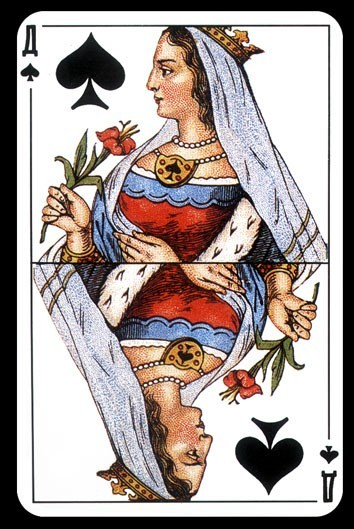

### Đức
- Bốn lá Đầm được thiết kế ở Đức hiện tại.

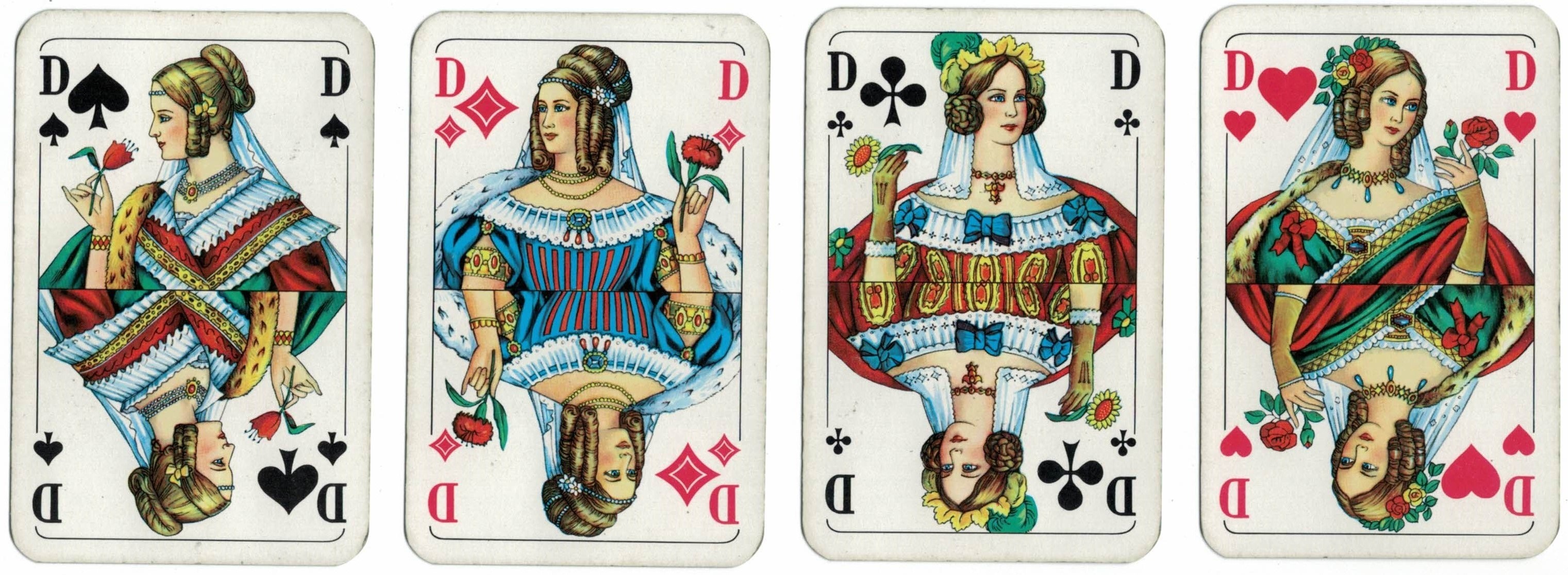

- Lá Đầm được sản xuất ở Berlin (khoảng năm 1863–1873).

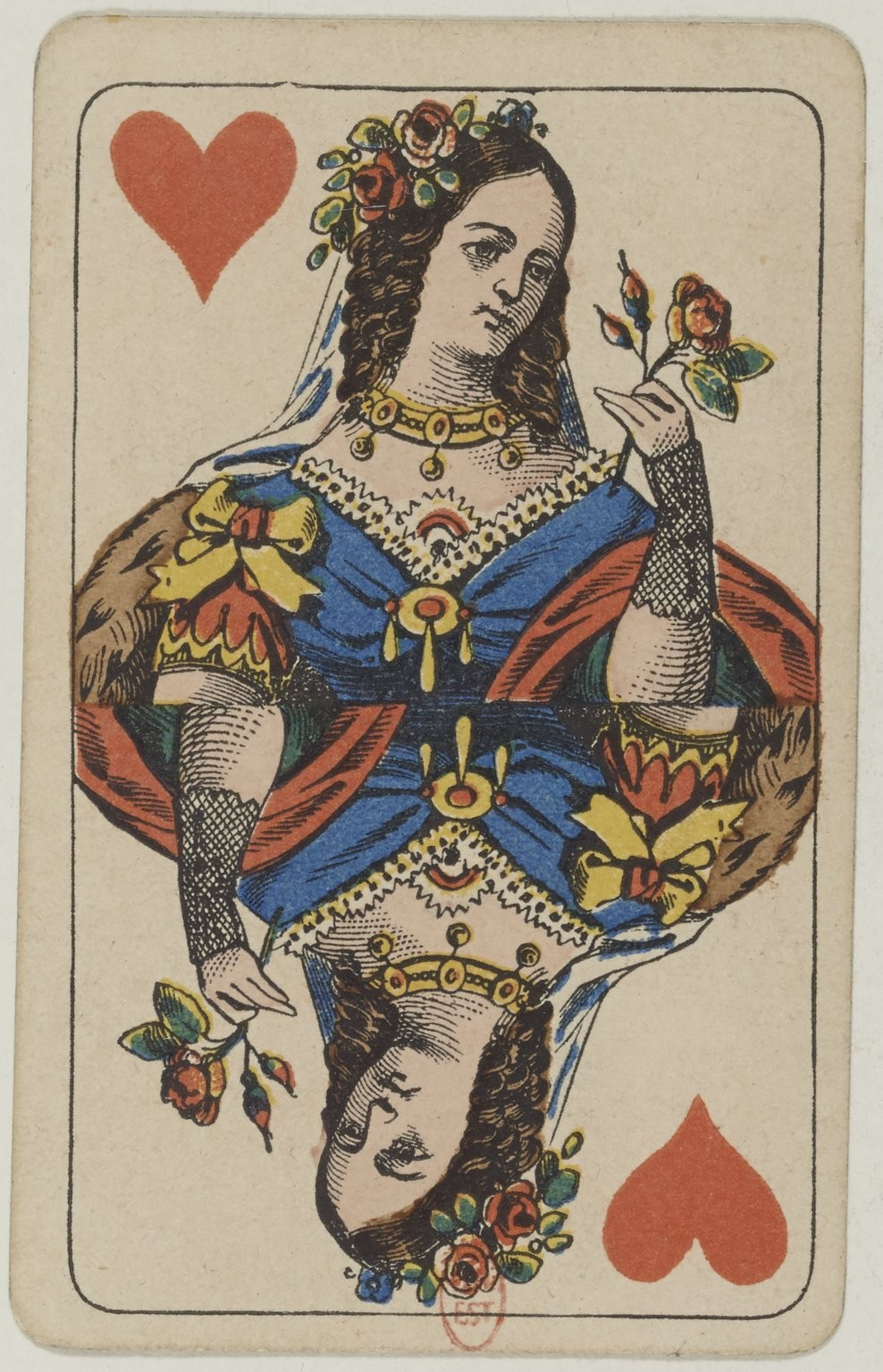
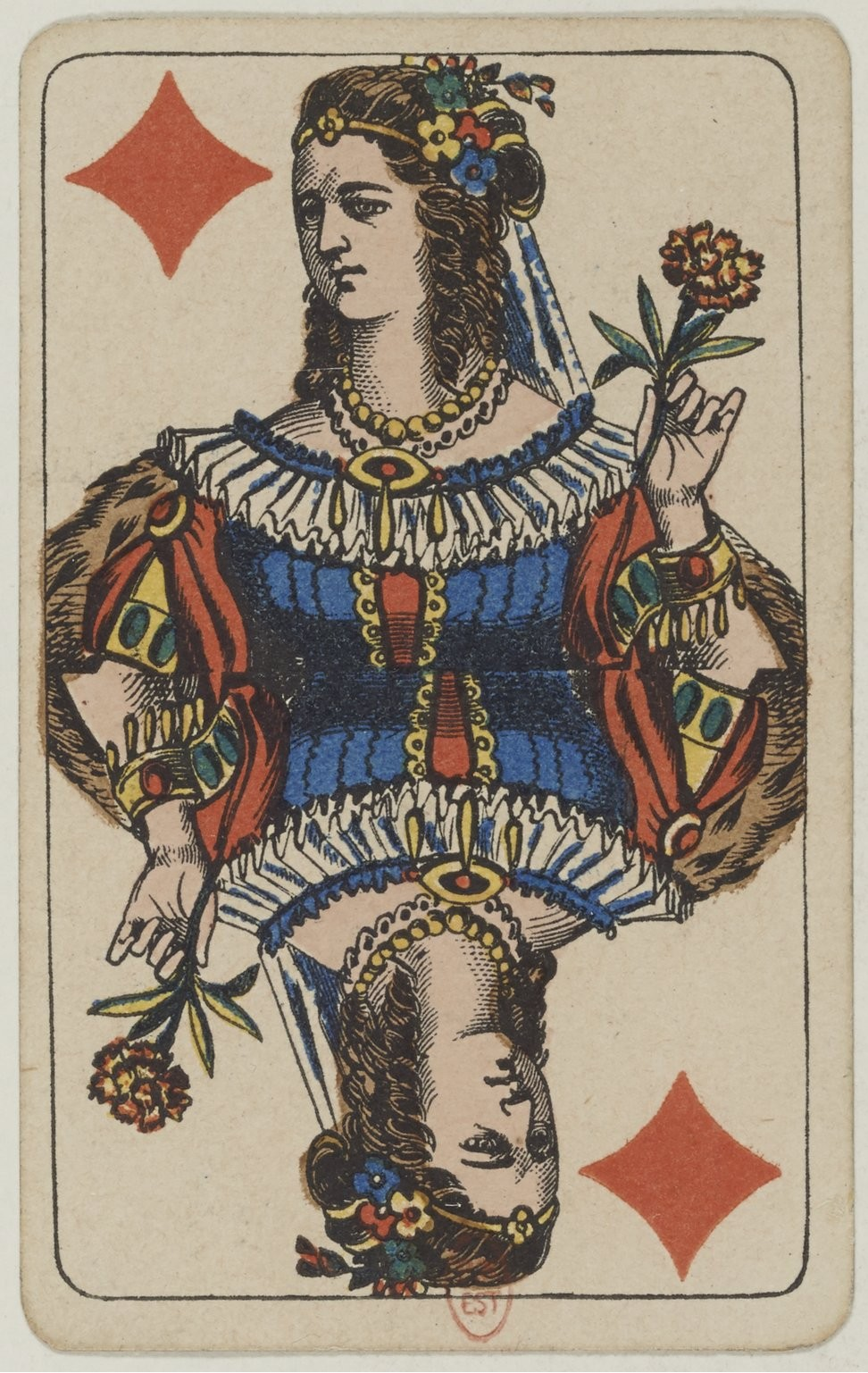
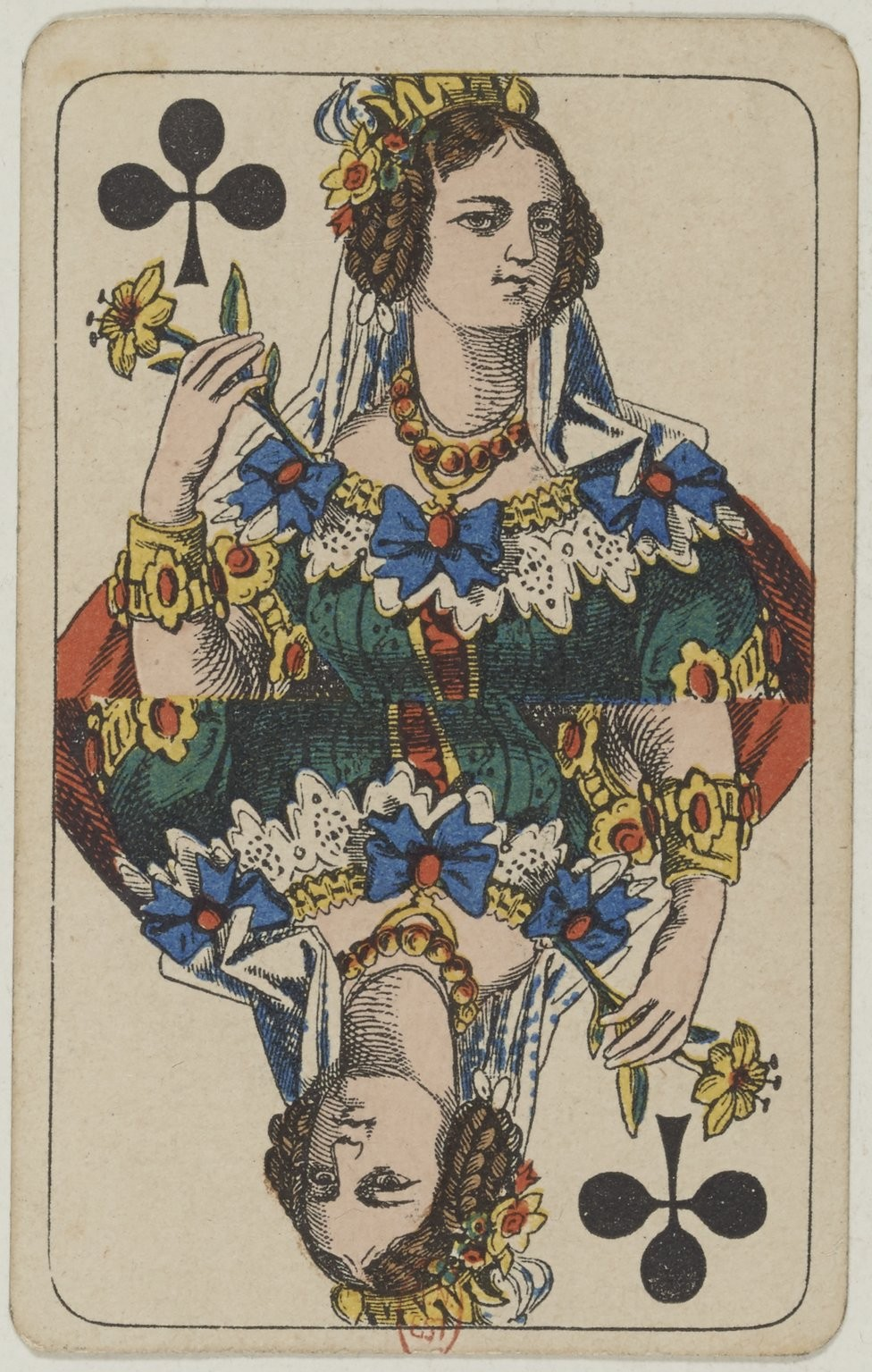
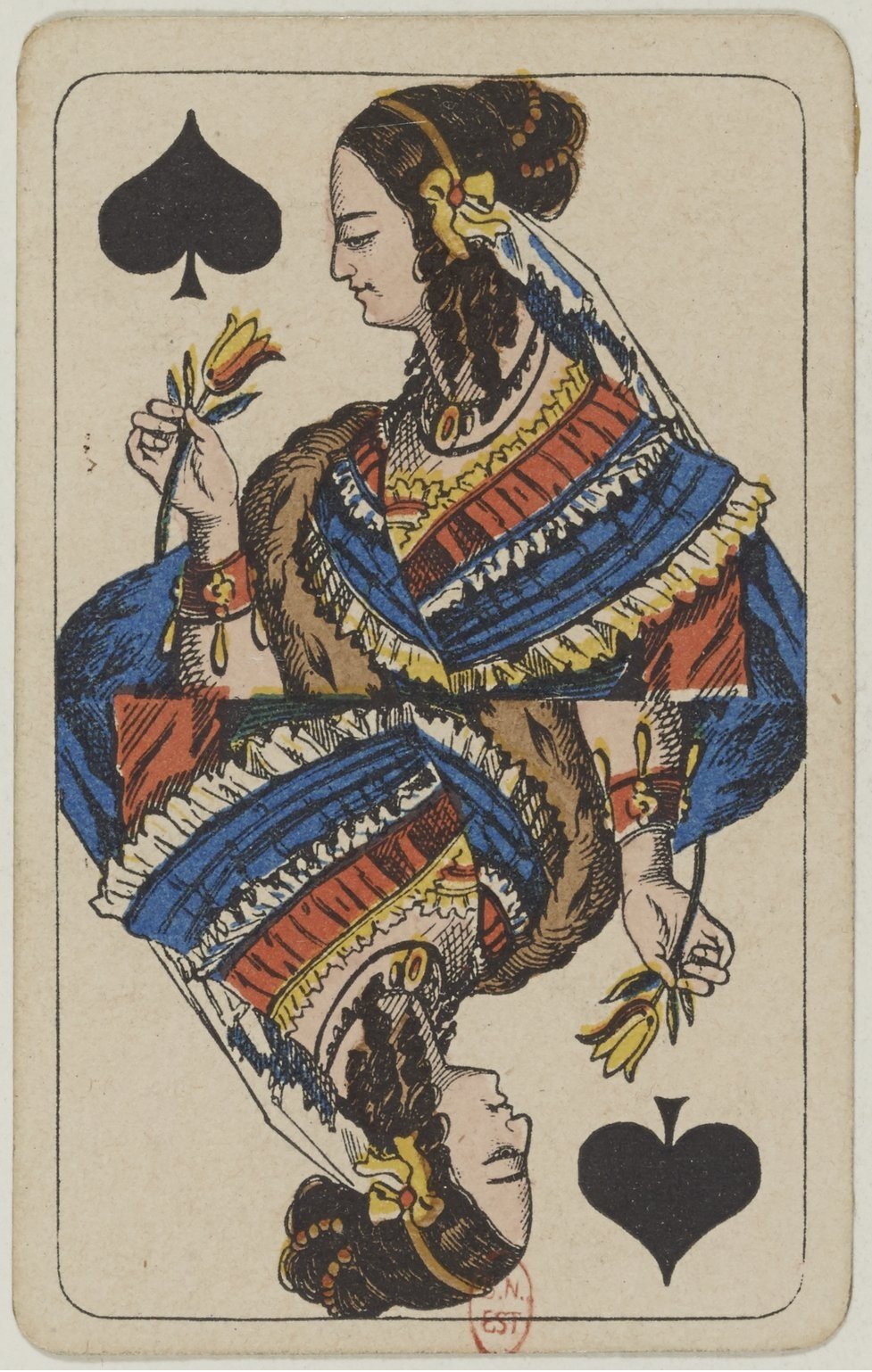

### Hà Lan
- Lá Đầm được sản xuất ở Hà Lan (khoảng năm 1865).

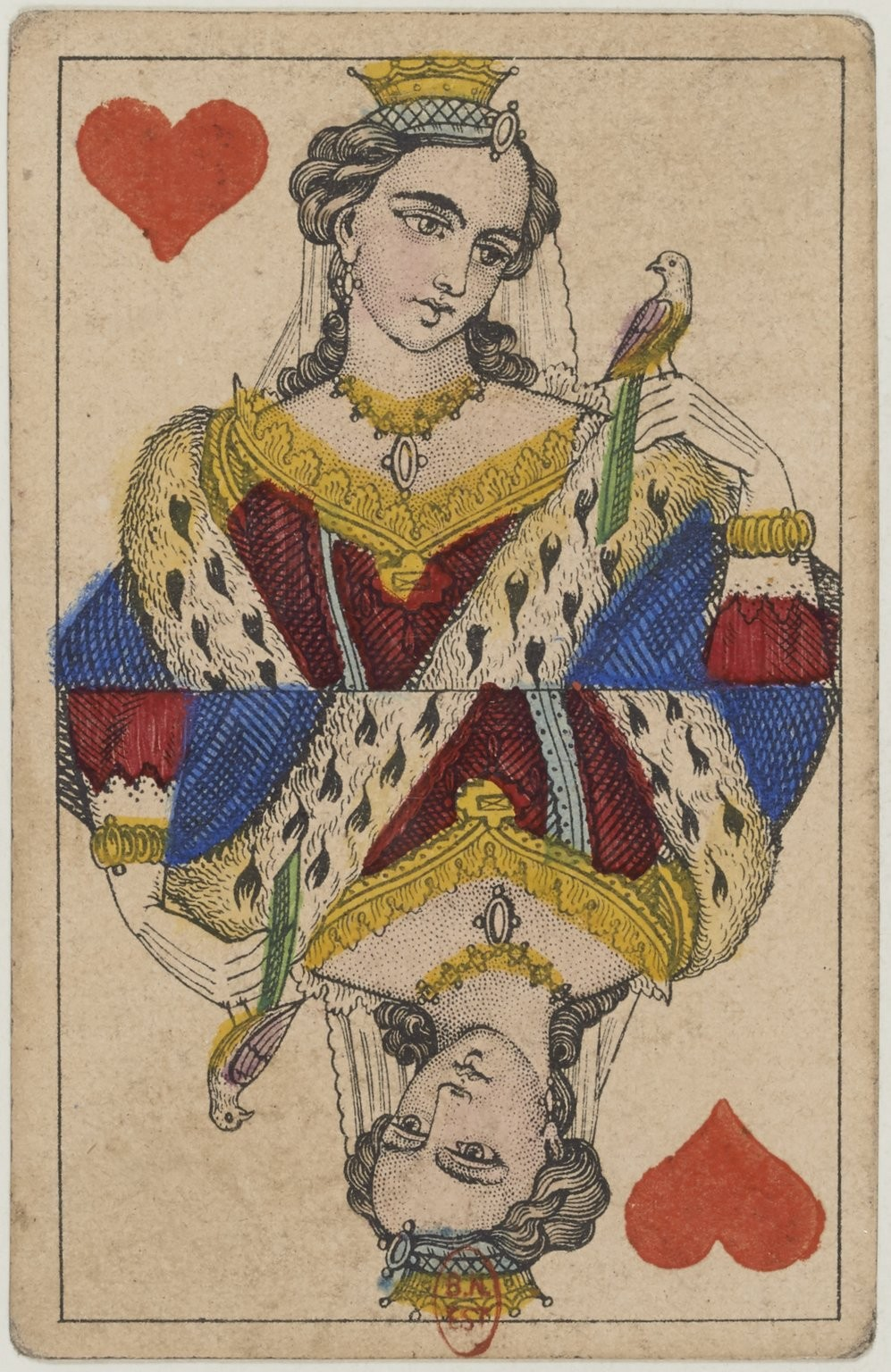
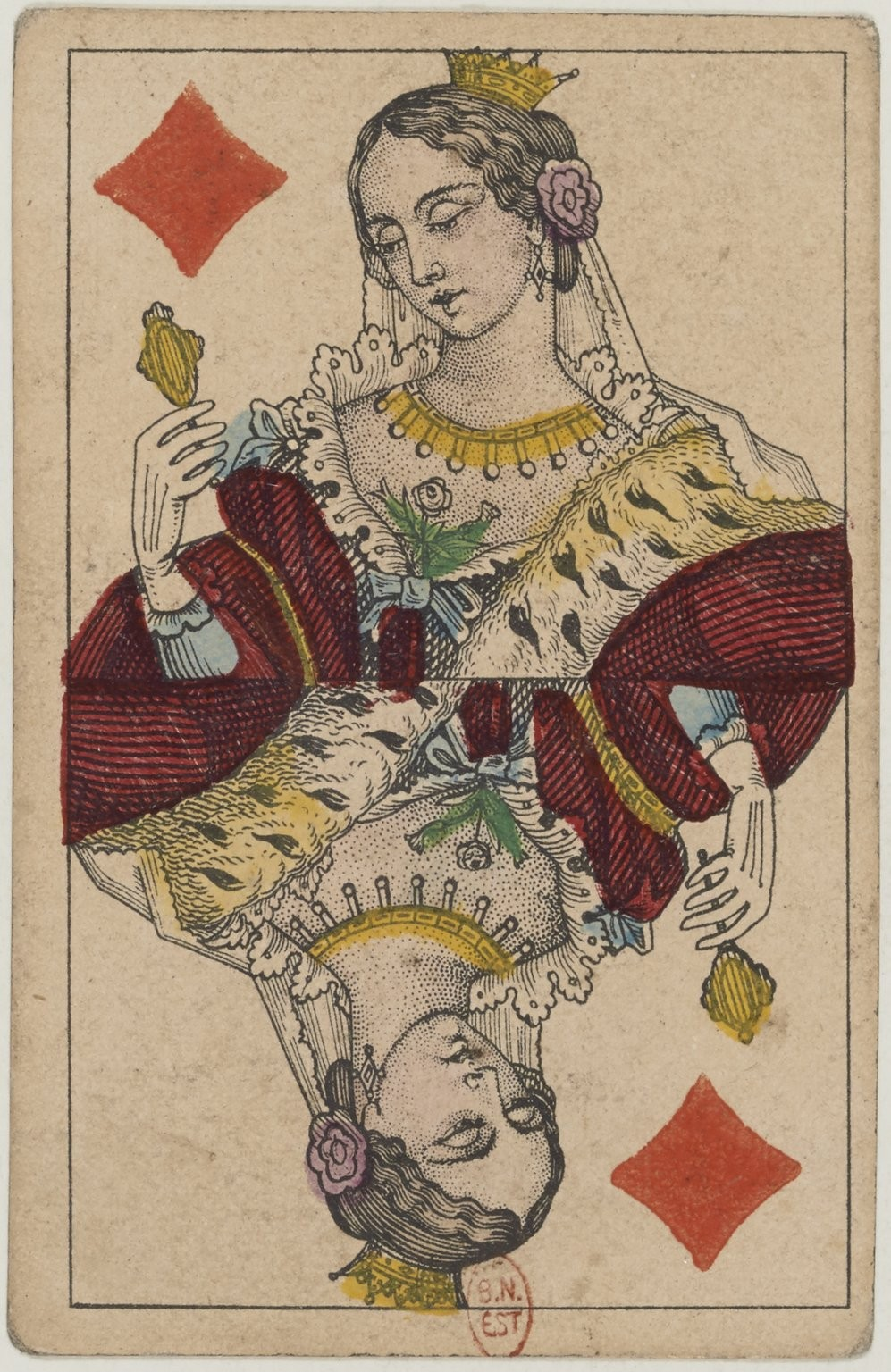
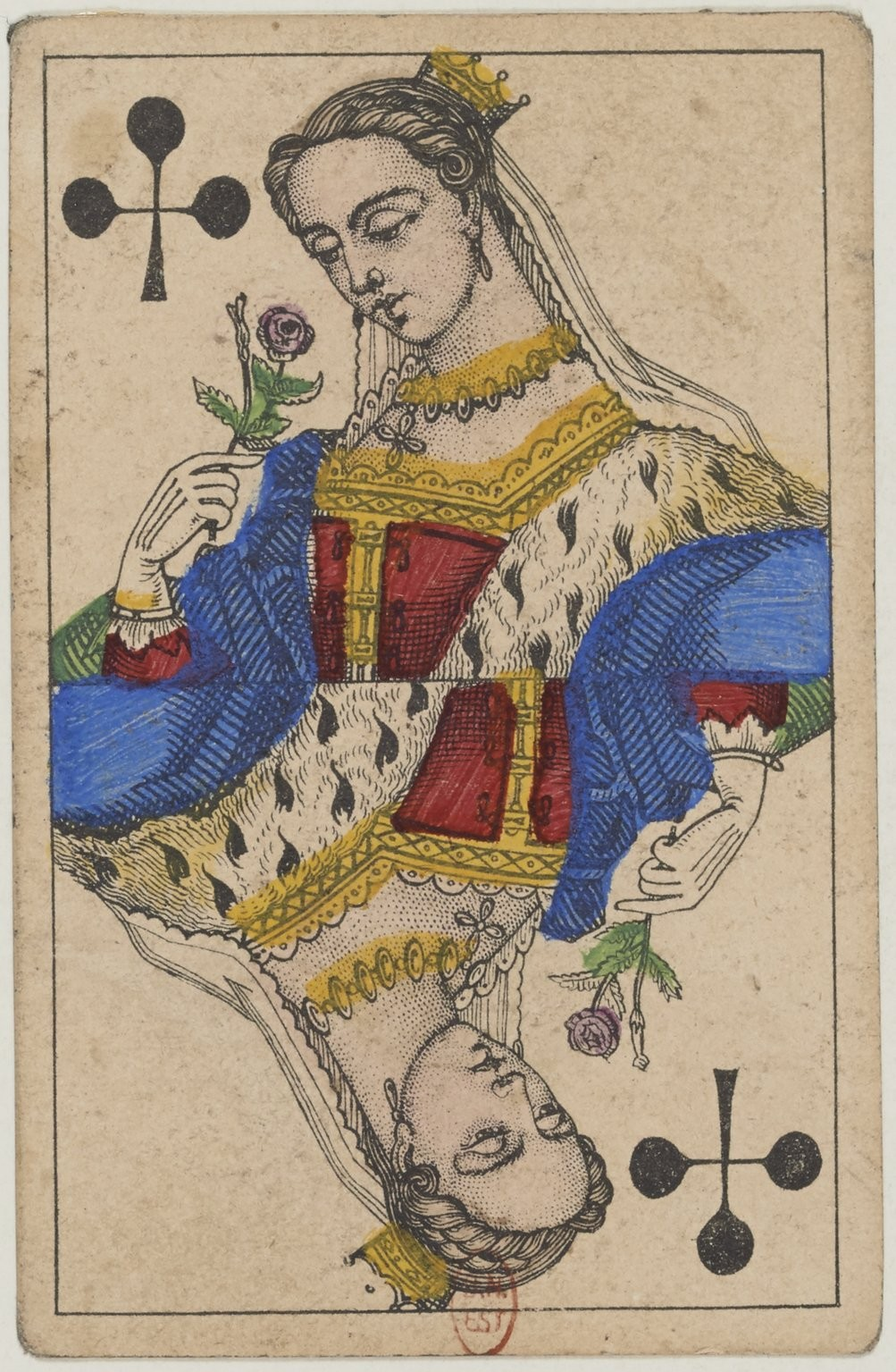
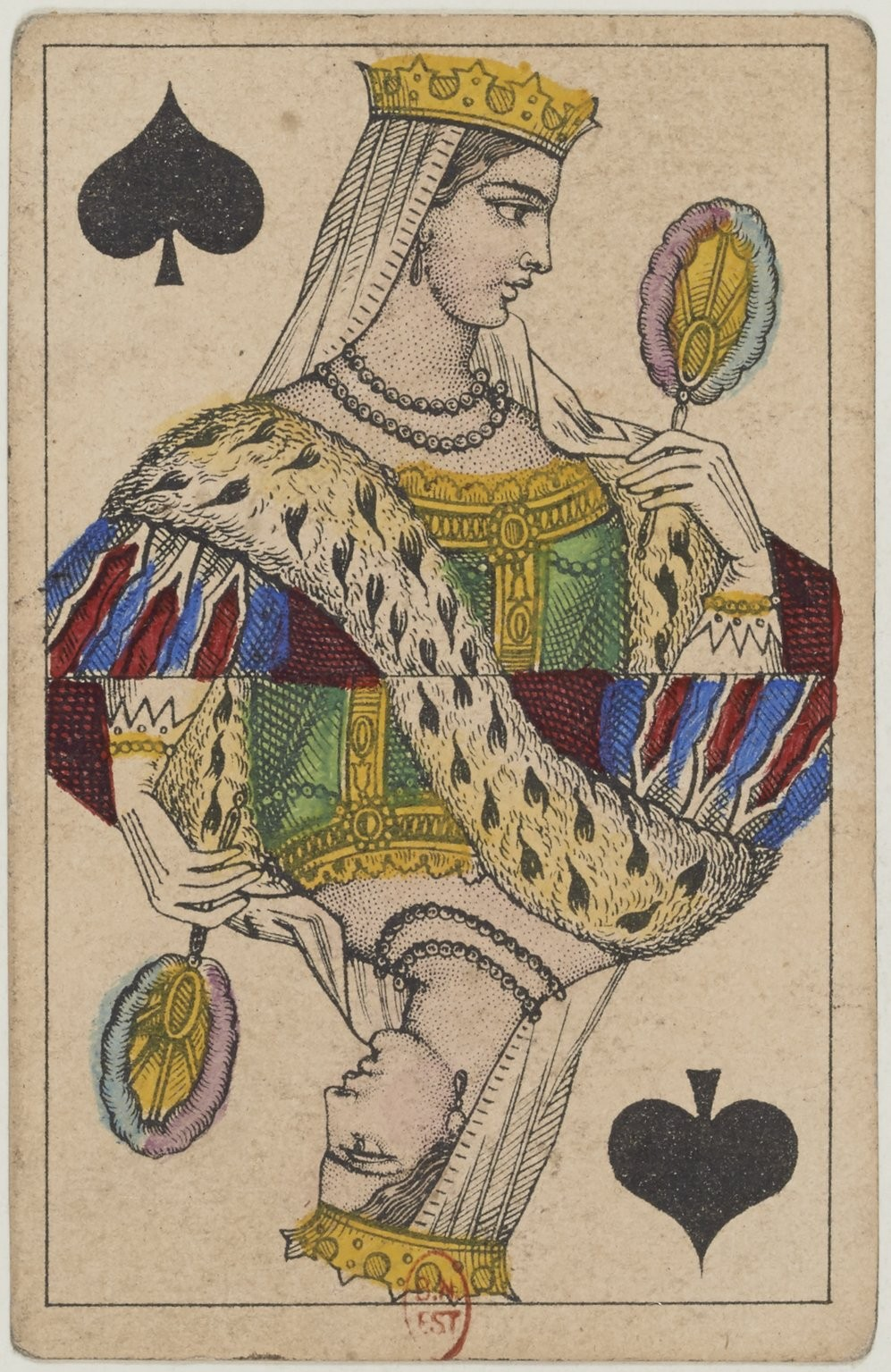

### Pháp
- Bốn lá Đầm được vẽ năm 1816 tại Paris, Pháp cùng với tên của các lá bài. Lúc này, phong cách đối xứng trên-dưới chưa xuất hiện. Trừ các lá còn lại cầm hoa trên tay, lá Đầm Chuồn chỉ cầm quạt.

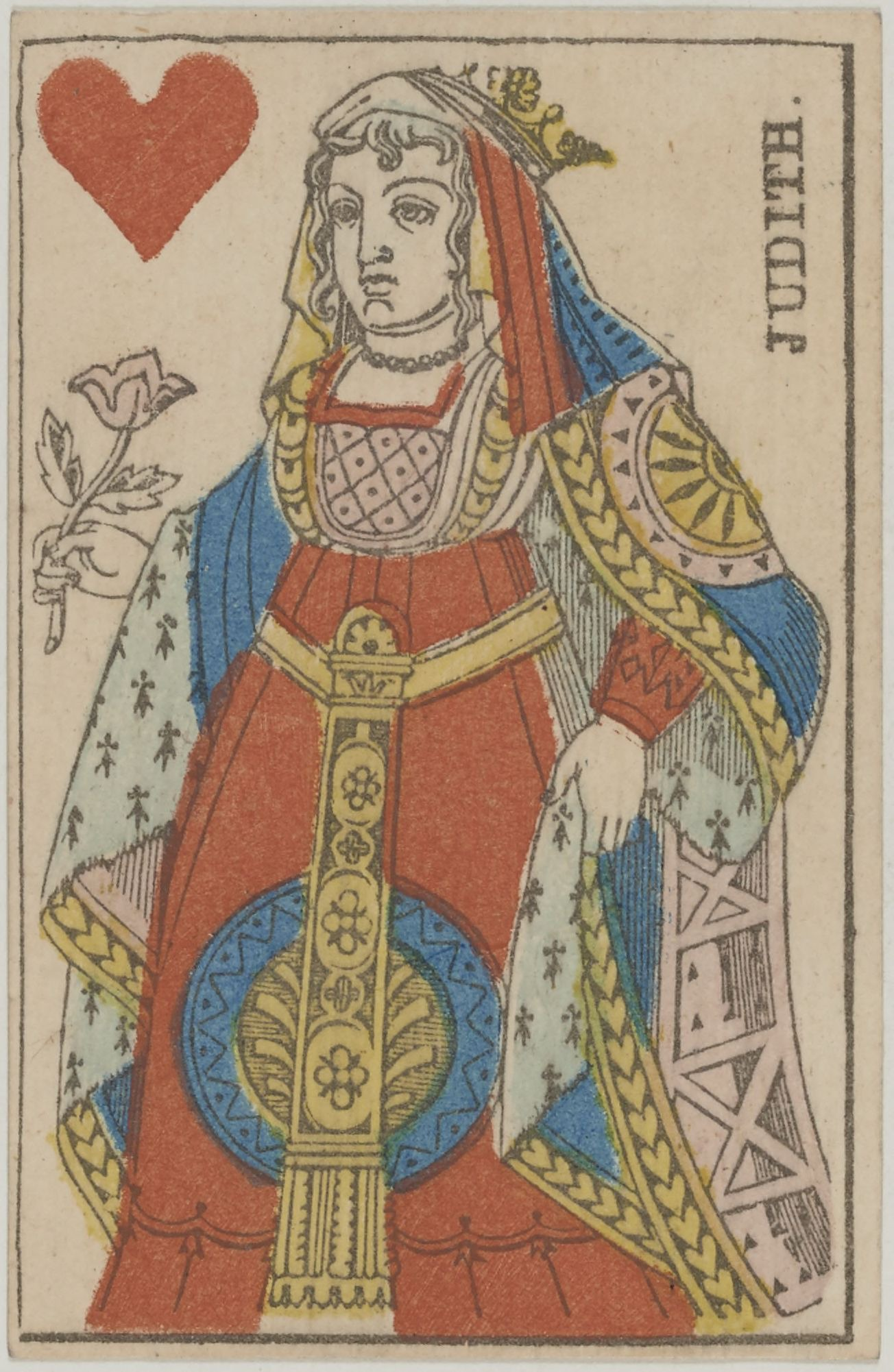
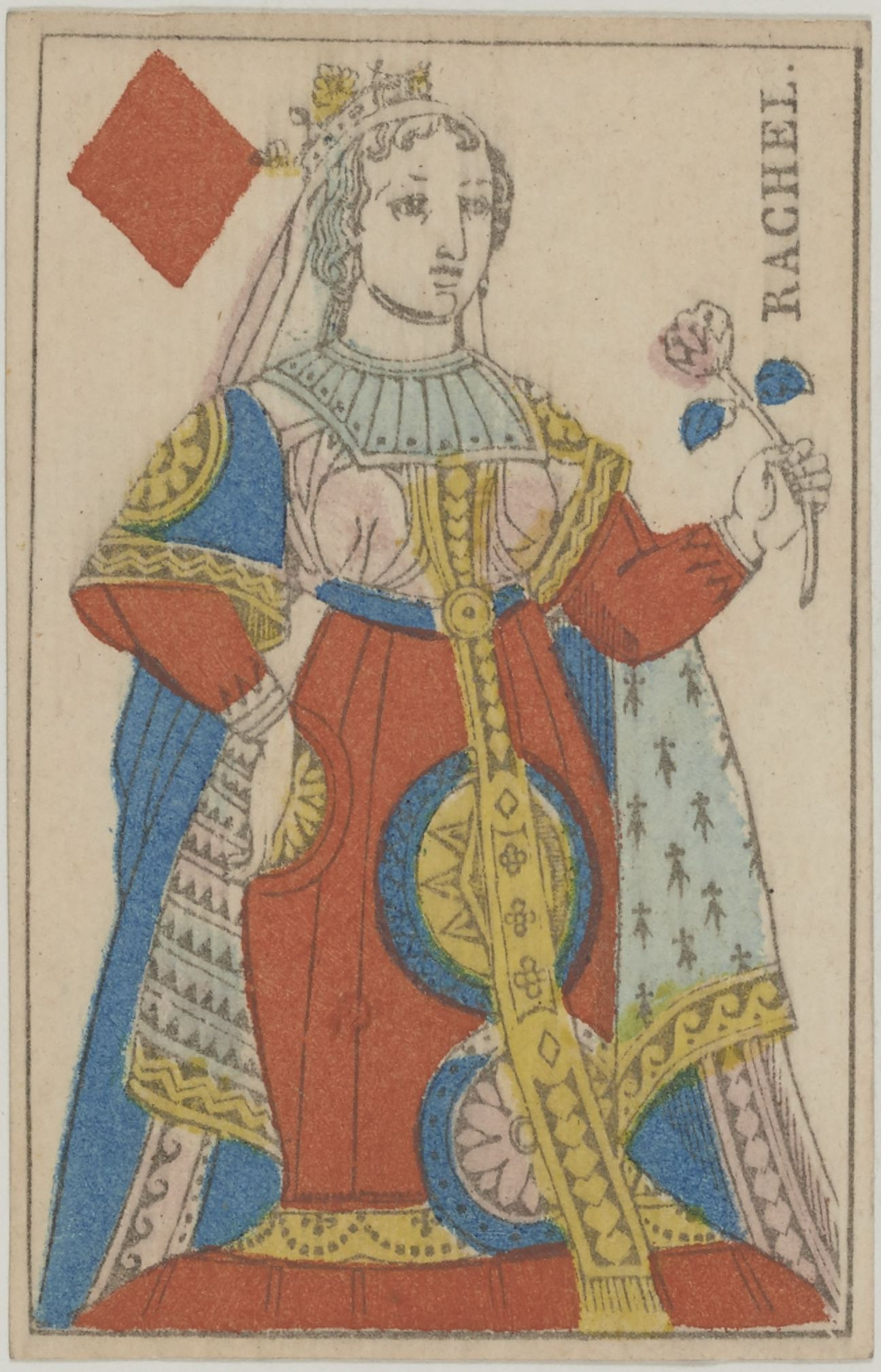
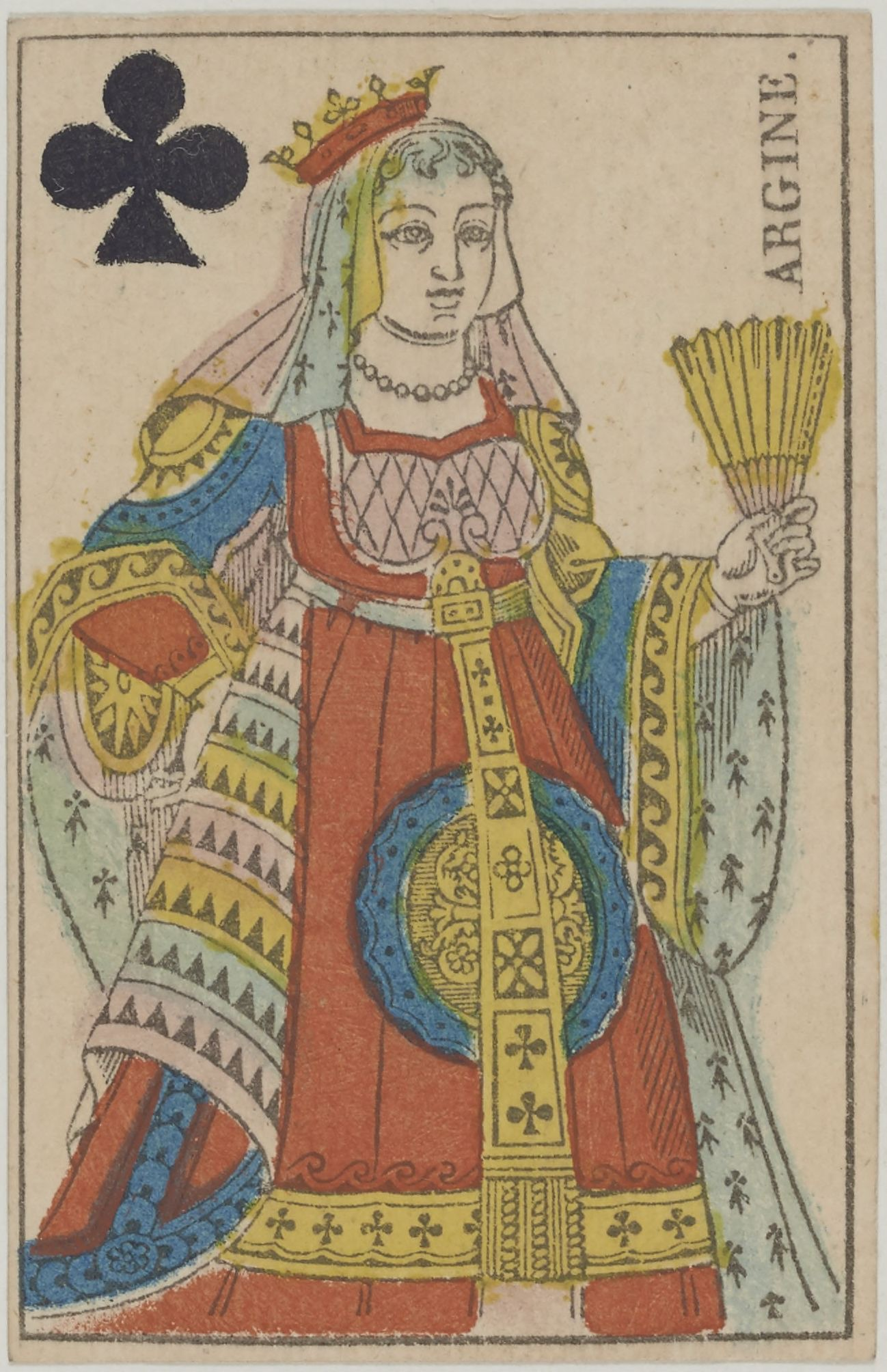
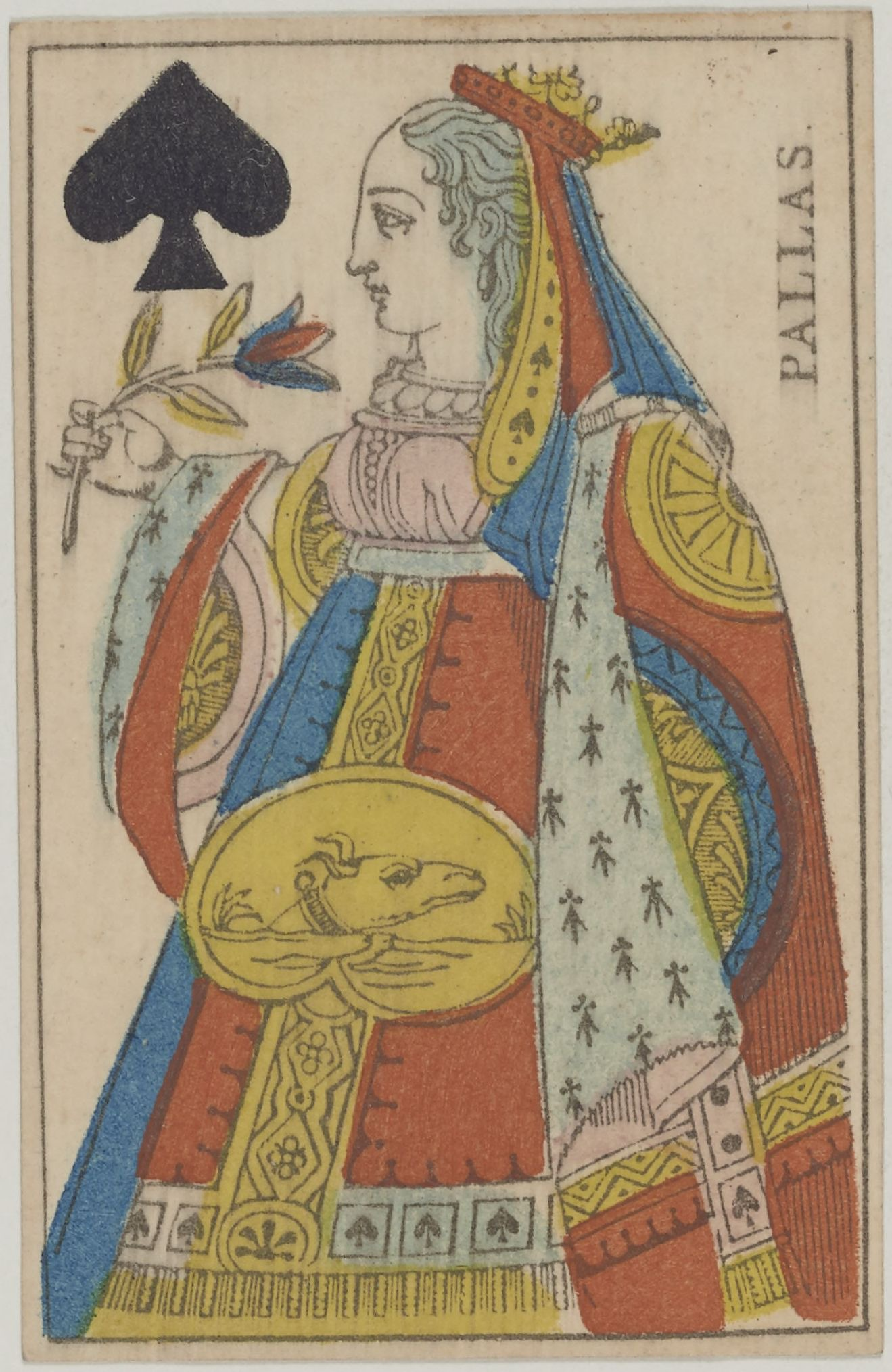

- Phong cách đối xứng trên-dưới từ năm 1827.

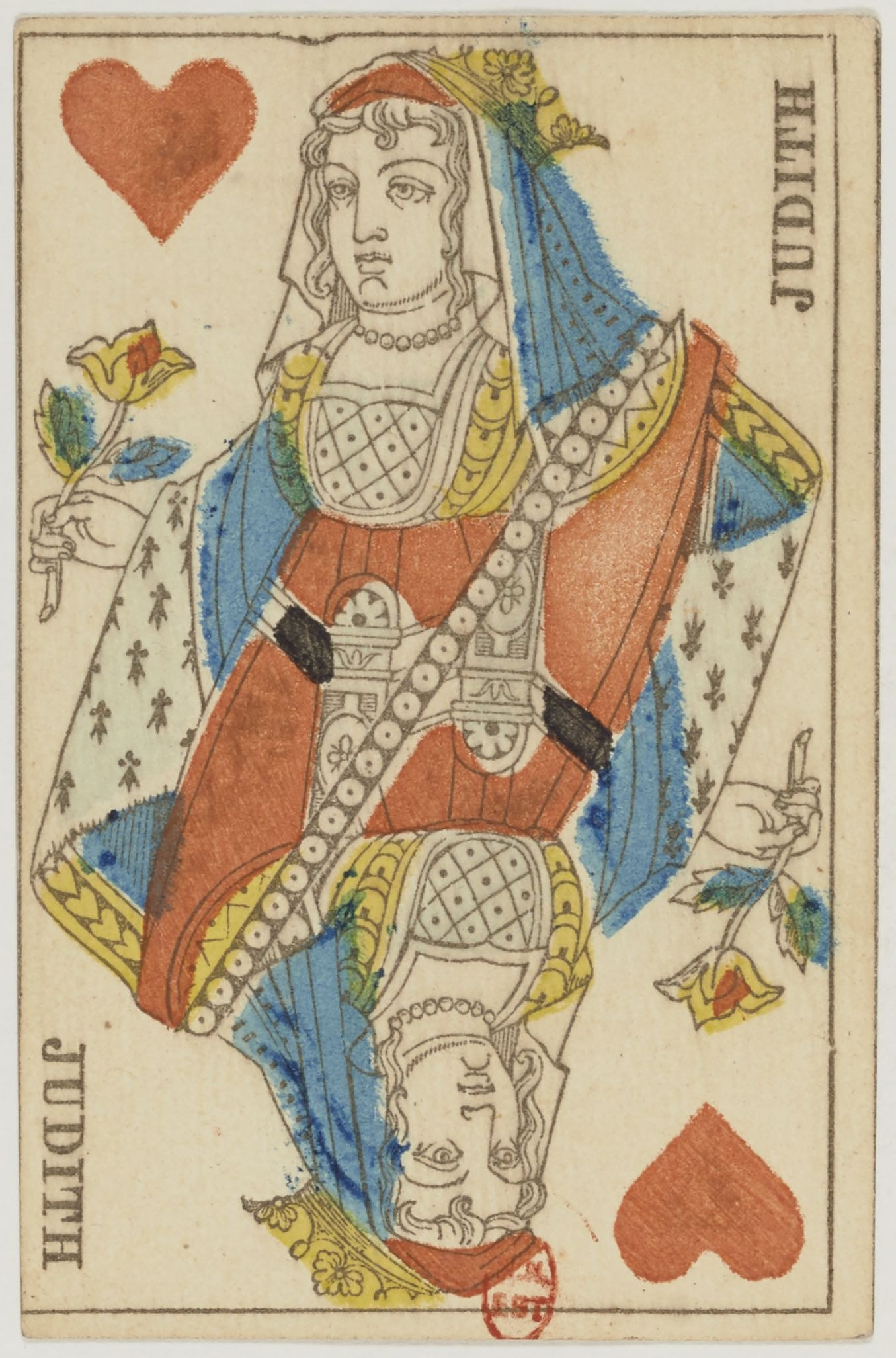
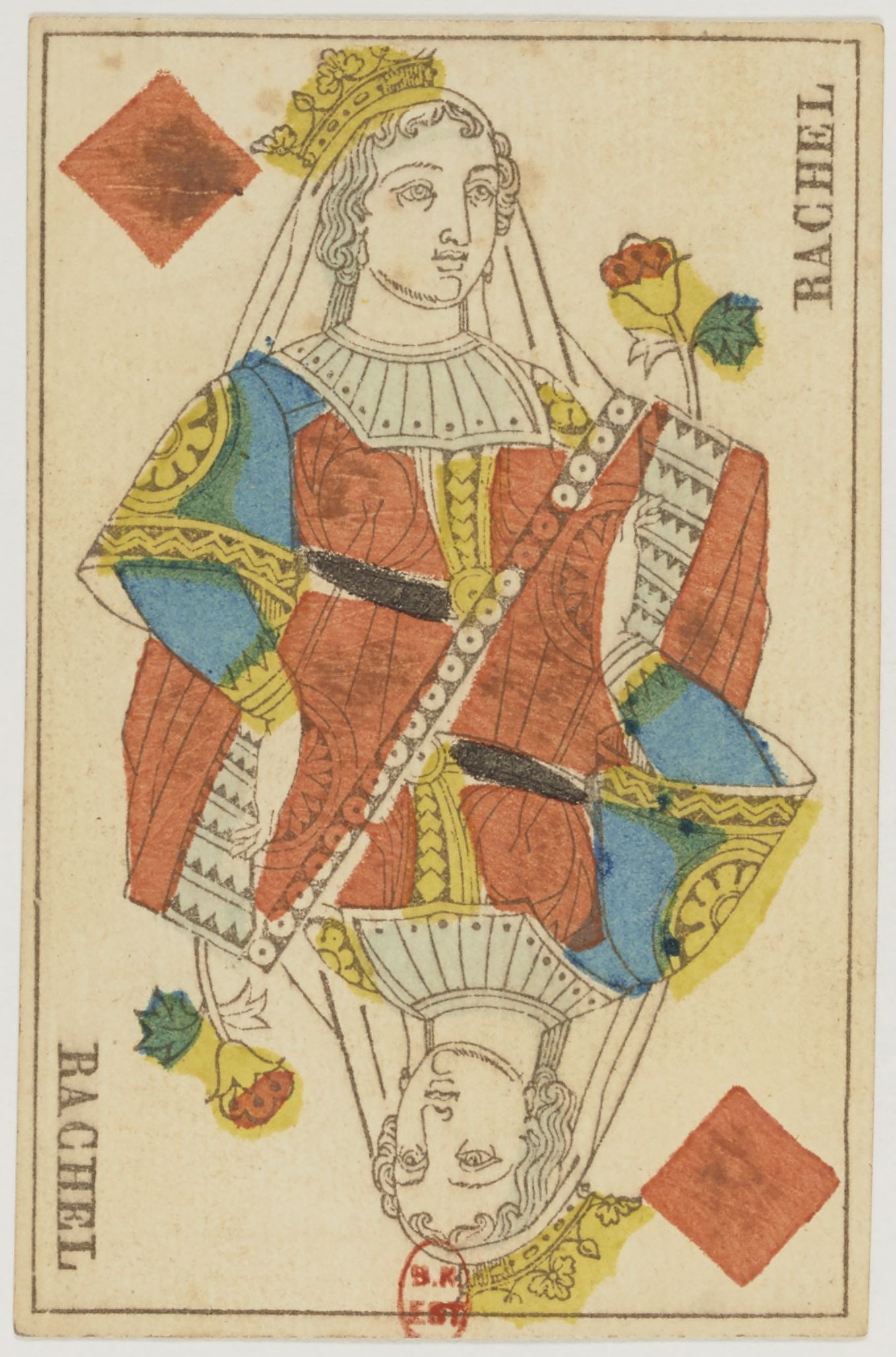
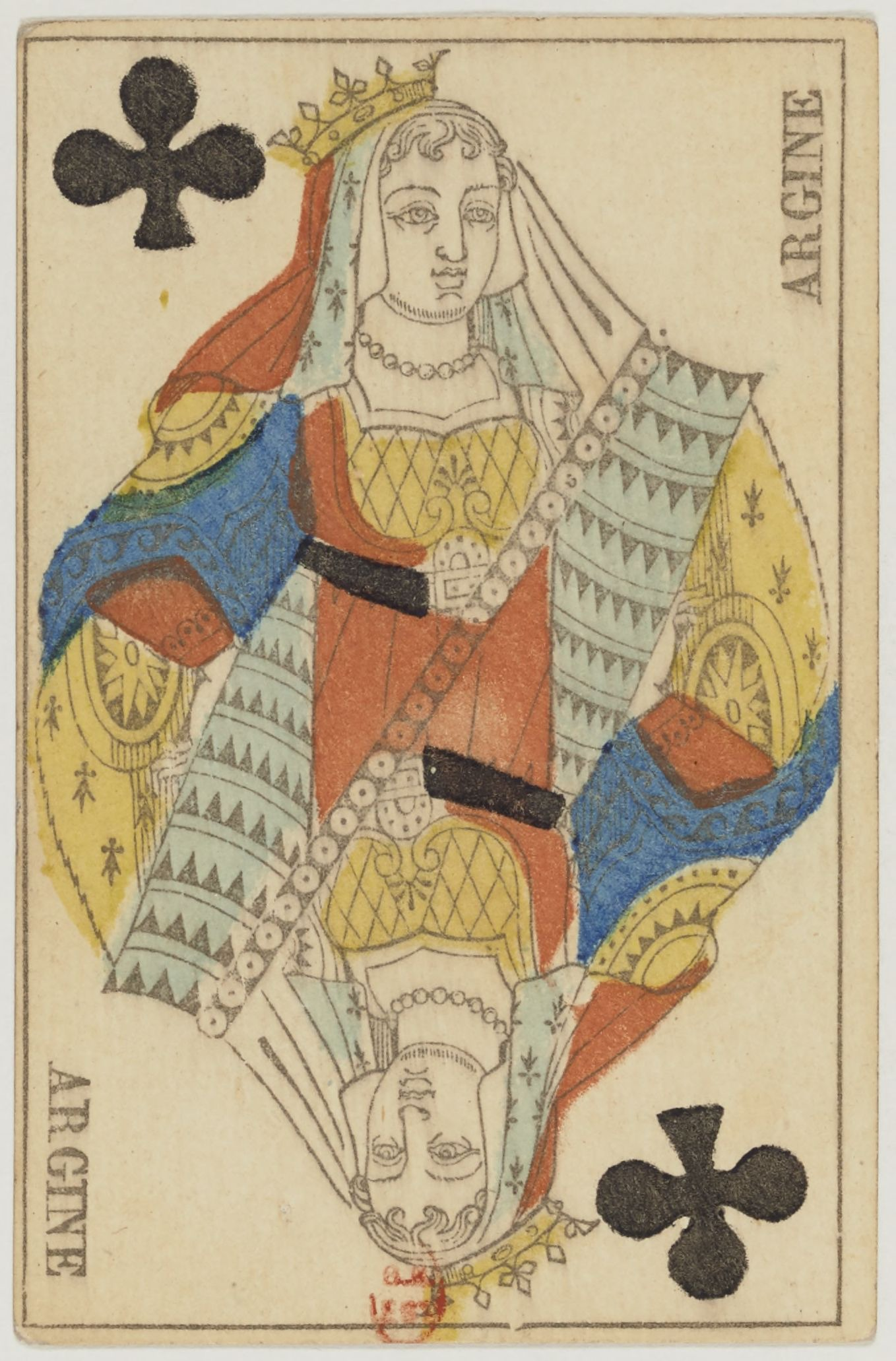
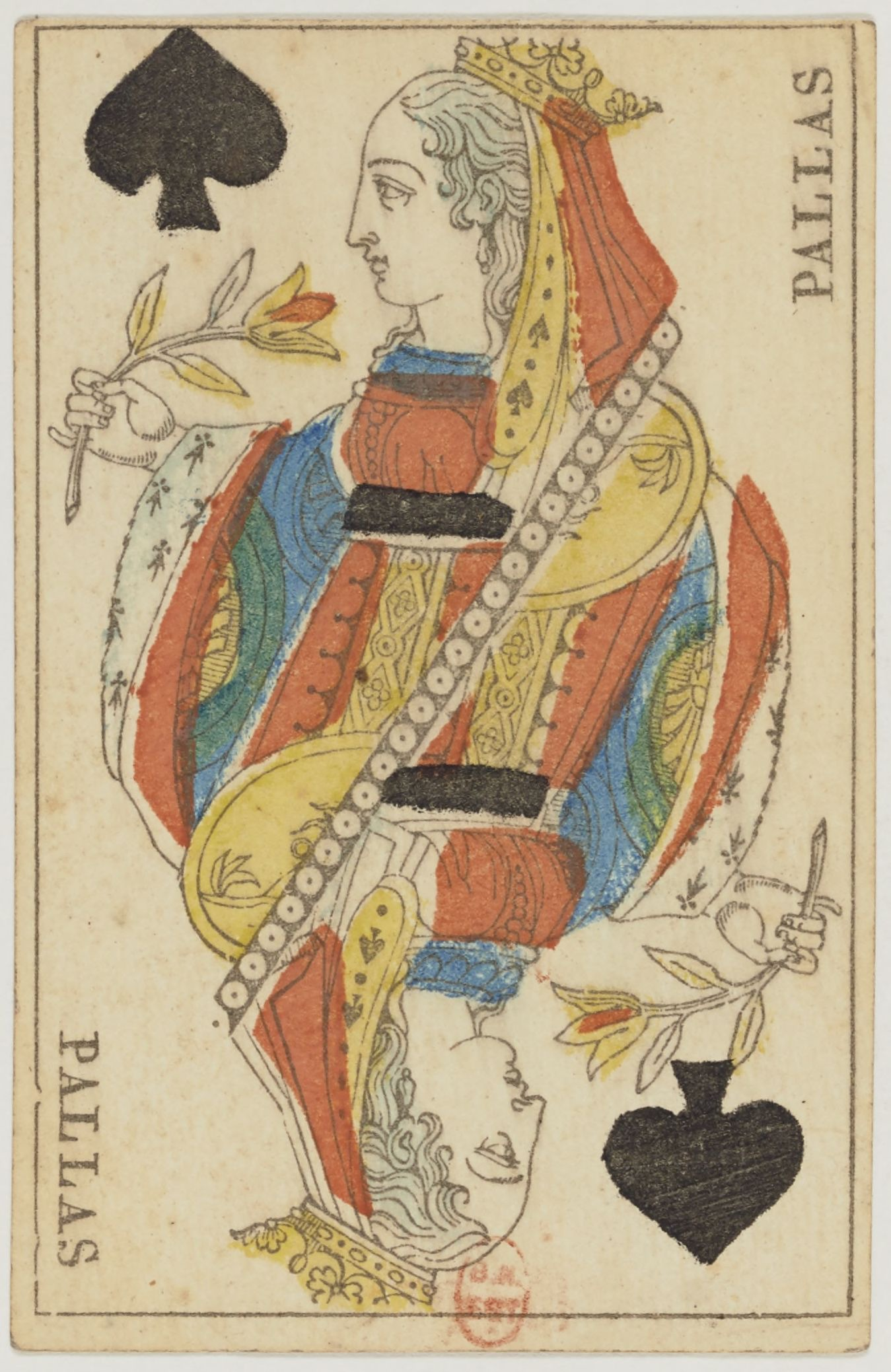

- Ở năm 1850, các lá bài được tô màu tím thay cho màu xanh dương và đỏ ở một vài vị trí.

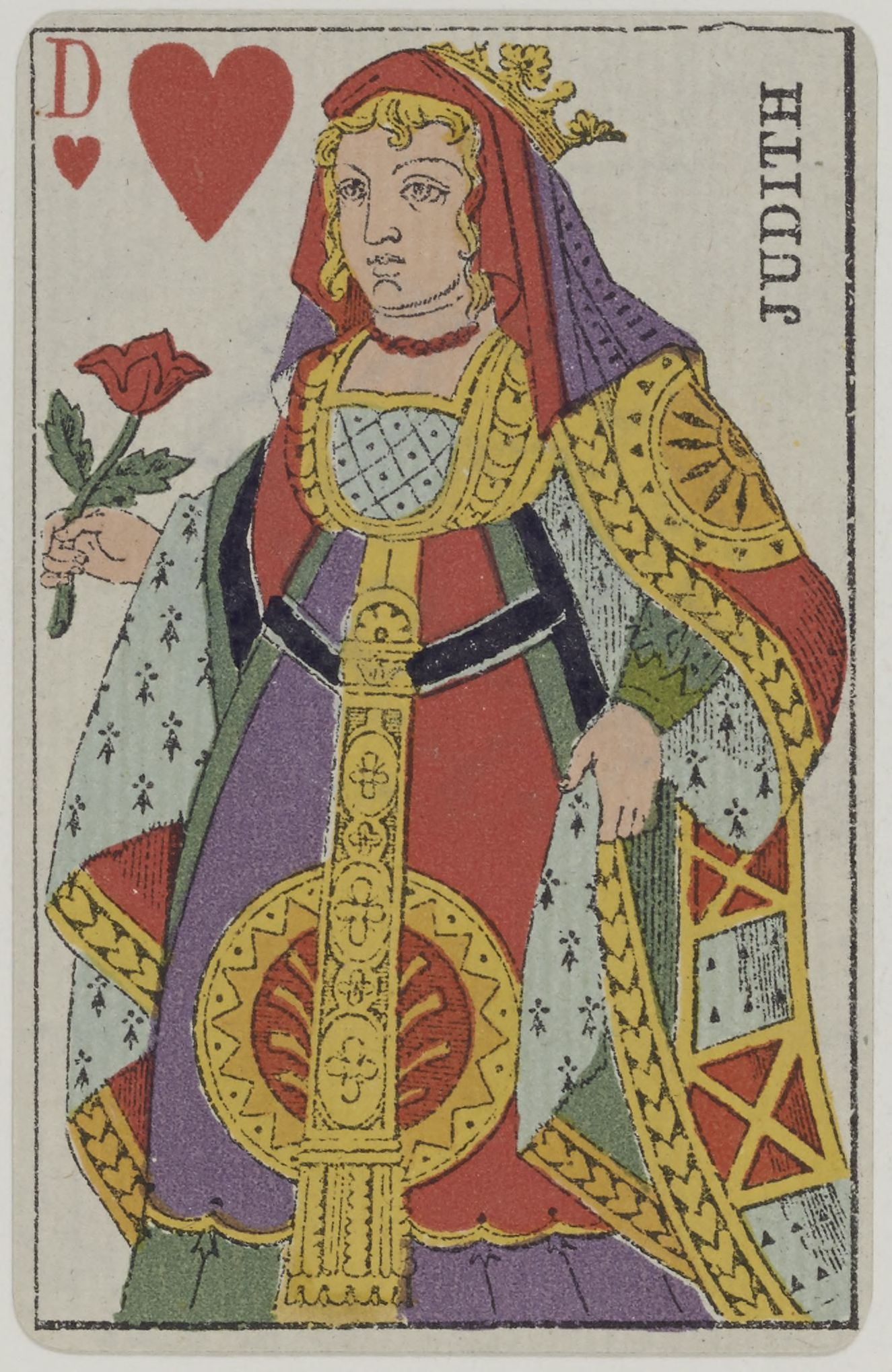
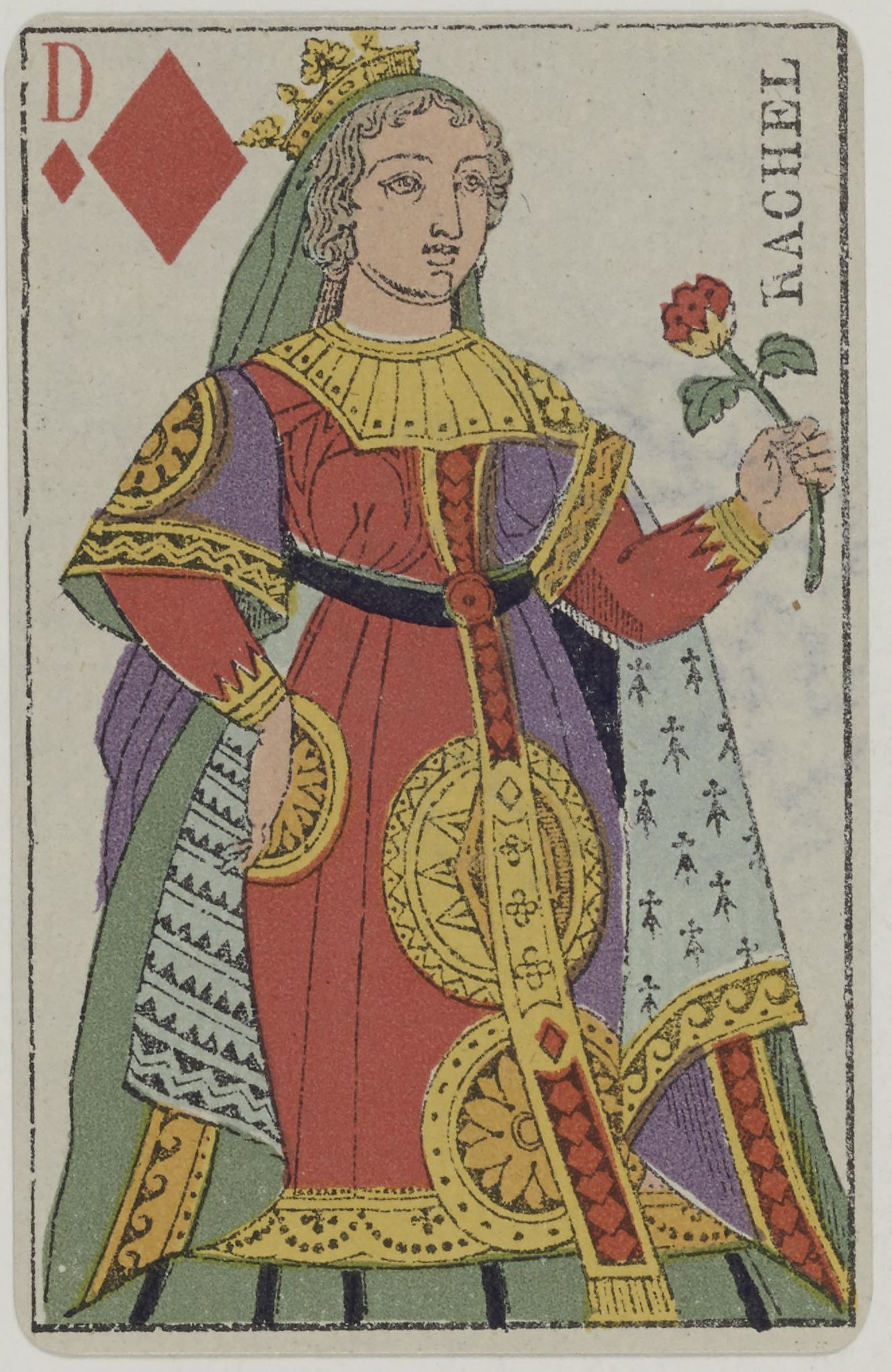
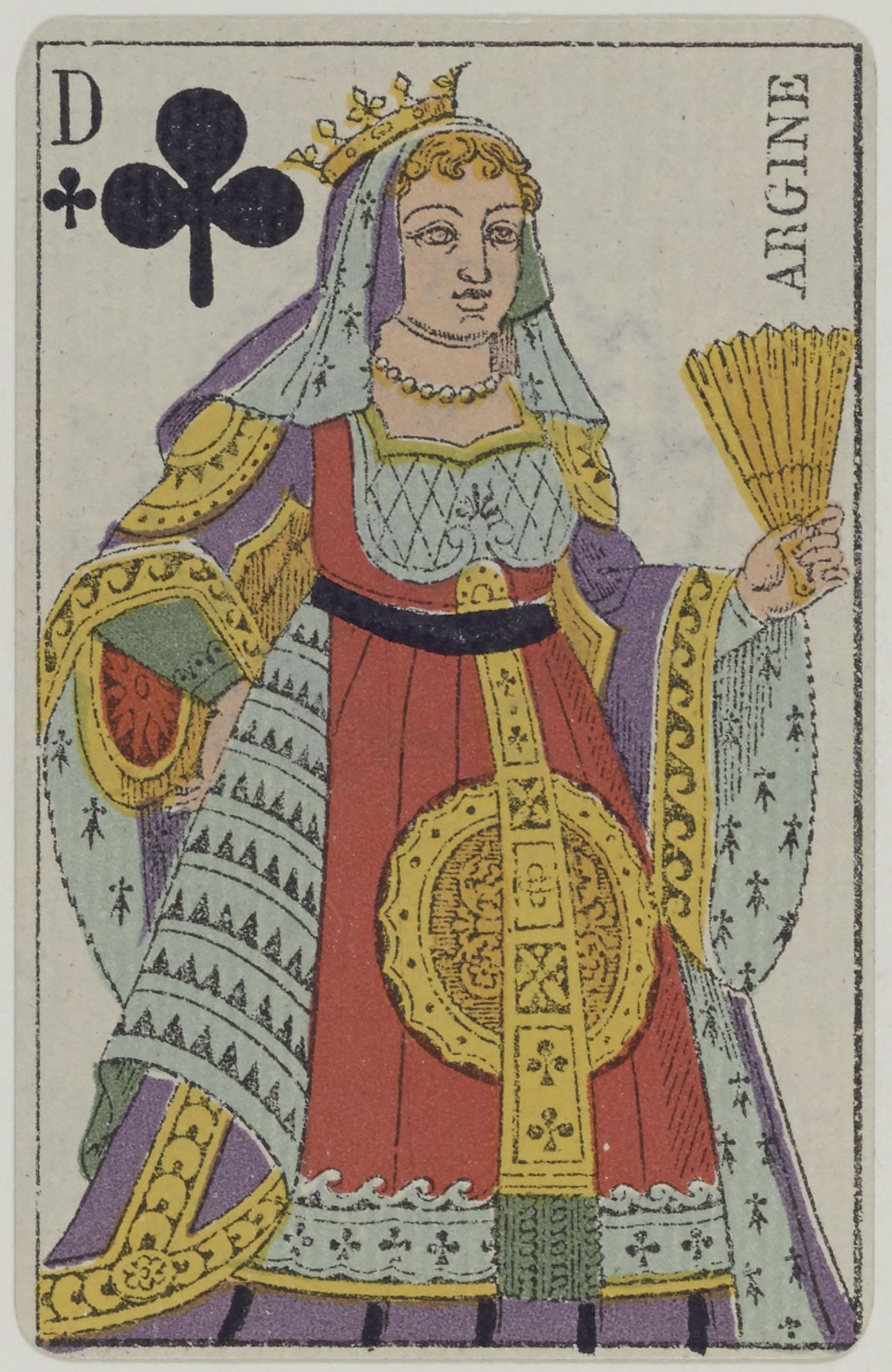
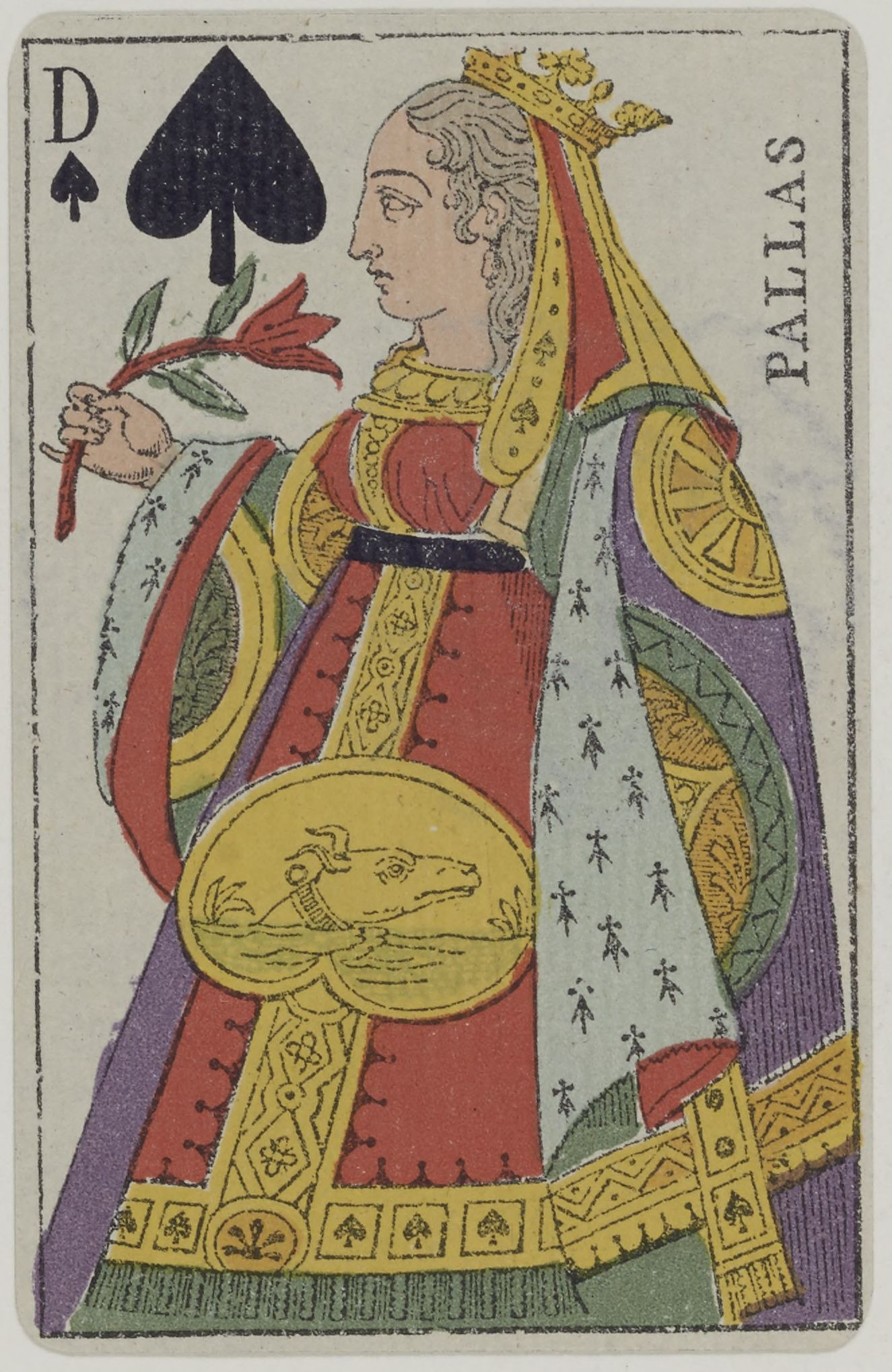

#### Kiểu Rouen
Những mẫu vẽ này được thiết kế ở vùng Rouen, sau đó được du nhập đến Anh vào khoảng cuối thế kỷ 15. Từ đầu thế kỷ 18, kiểu Rouen được sản xuất nhiều ở Anh. Tuy nhiên, nhiều họa tiết của kiểu Rouen dần mất đi và ngày càng được cách điệu hóa, trở thành kiểu hình đặc trưng của Anh. Từ đây, kiểu bài Anh cũng được lan truyền rộng khắp thế giới trong suốt thế kỷ 19 và trở thành kiểu bài phổ biến nhất hiện nay.
Dưới đây là những bộ 4 lá Đầm theo nguyên gốc của kiểu Rouen (trên) và kiểu Anh-Mỹ (dưới).

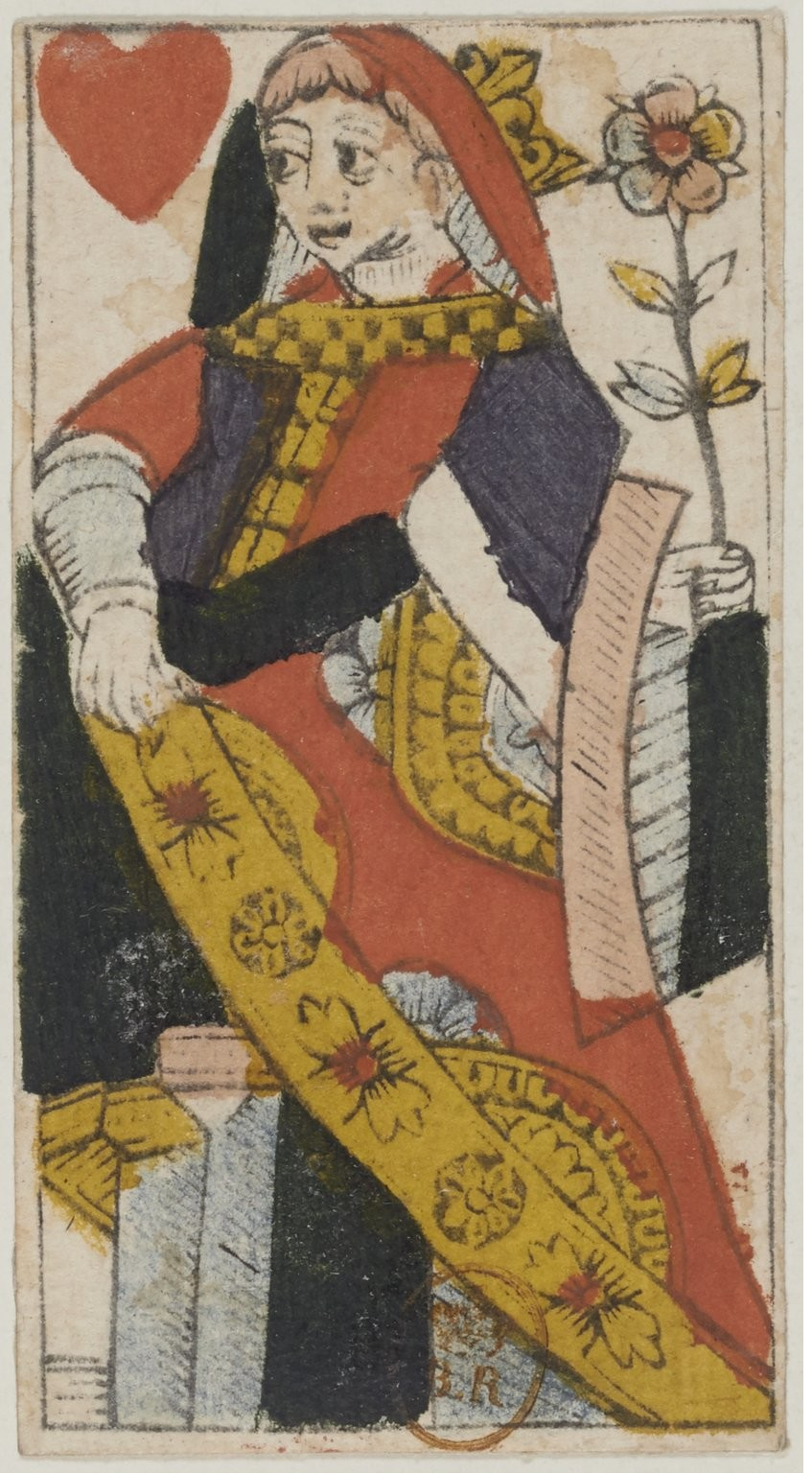
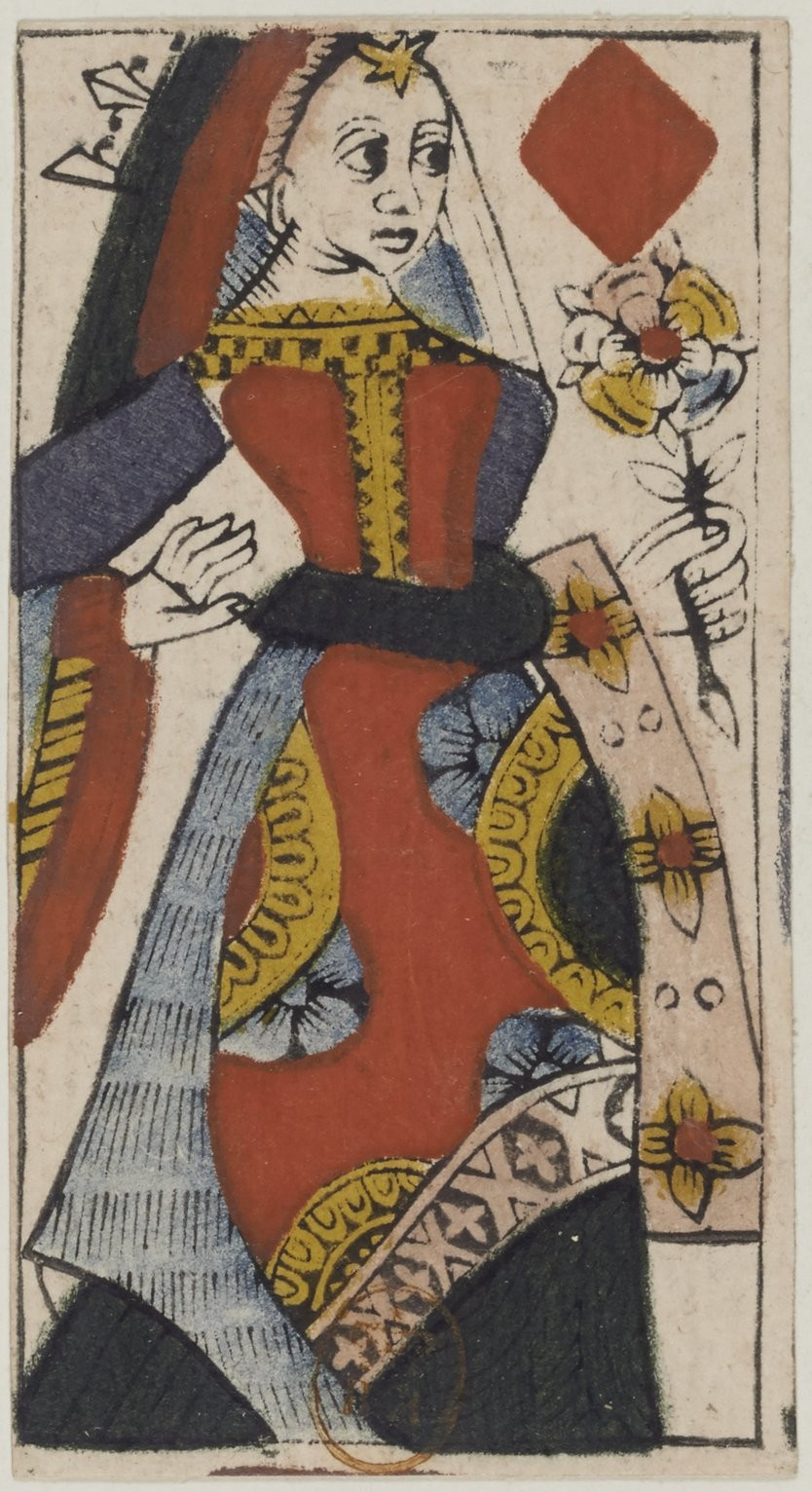
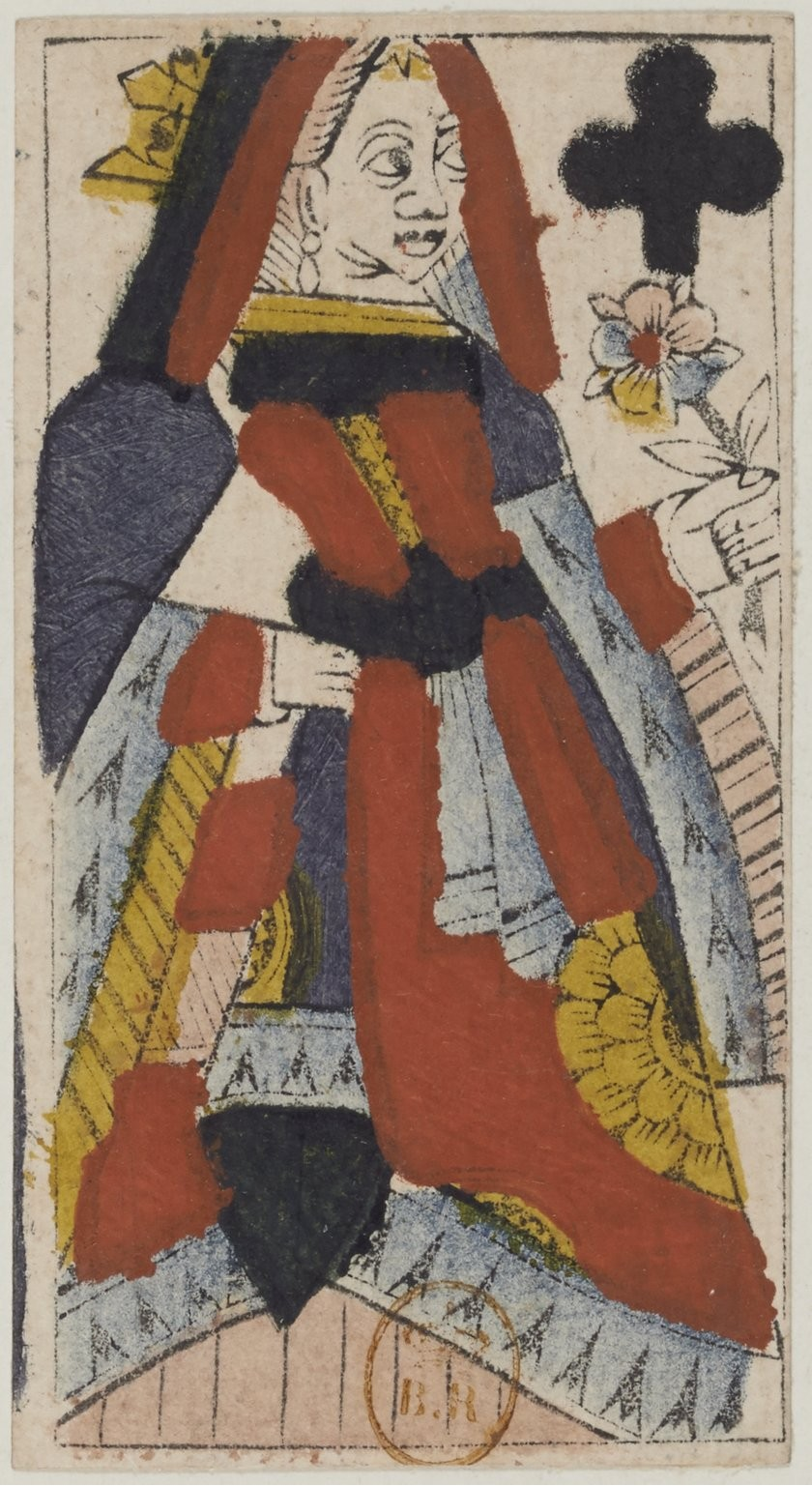
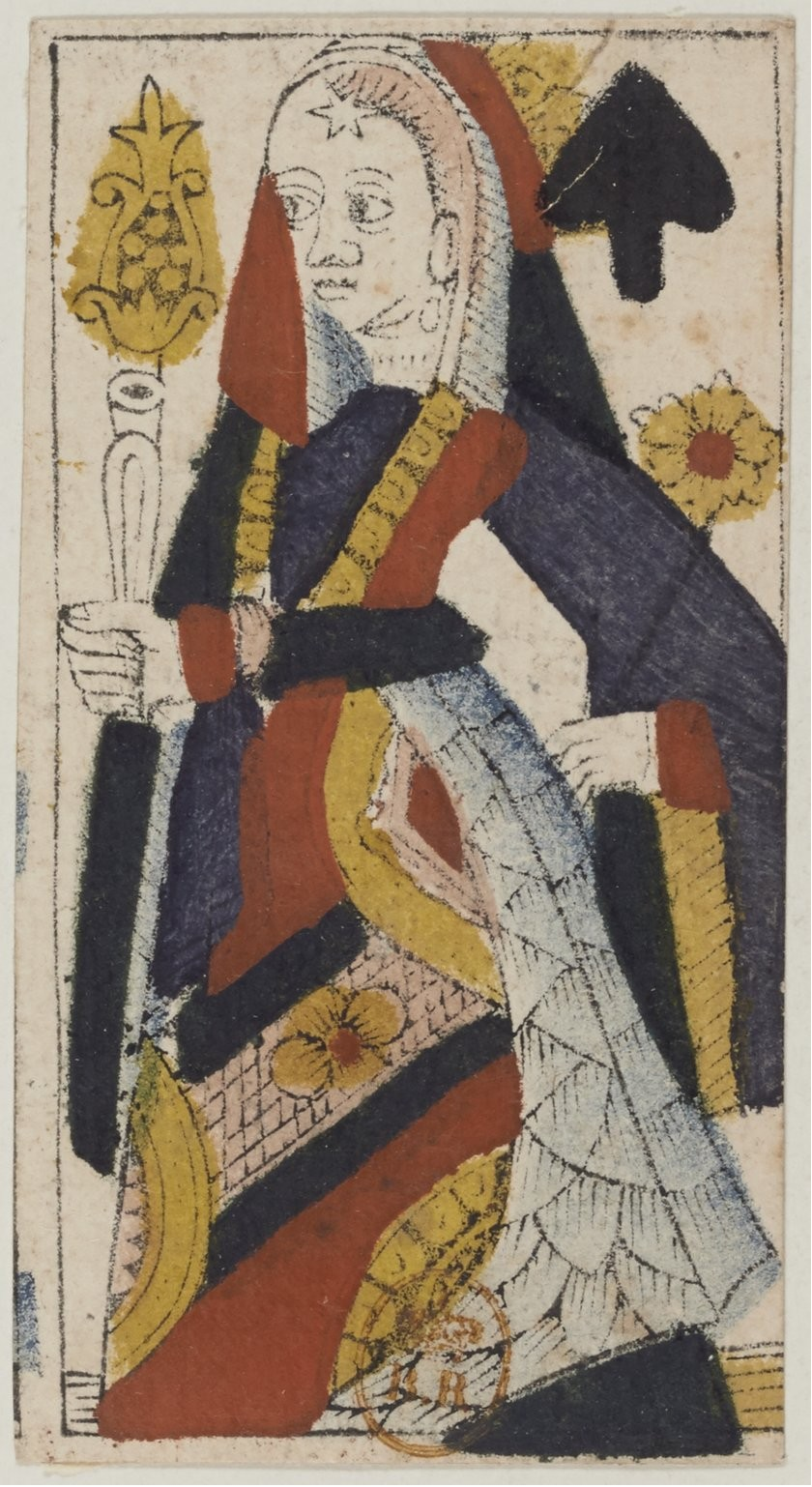

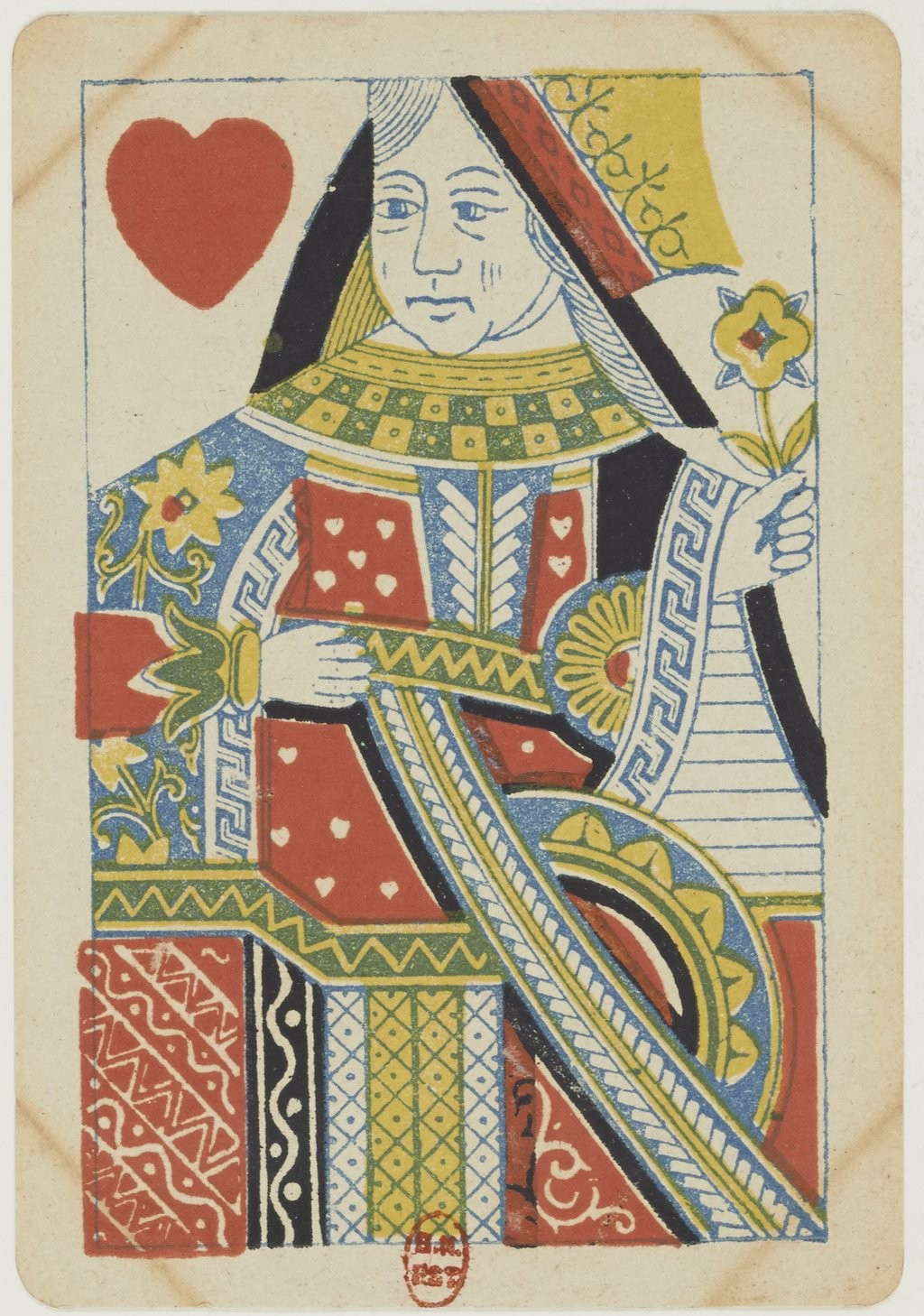
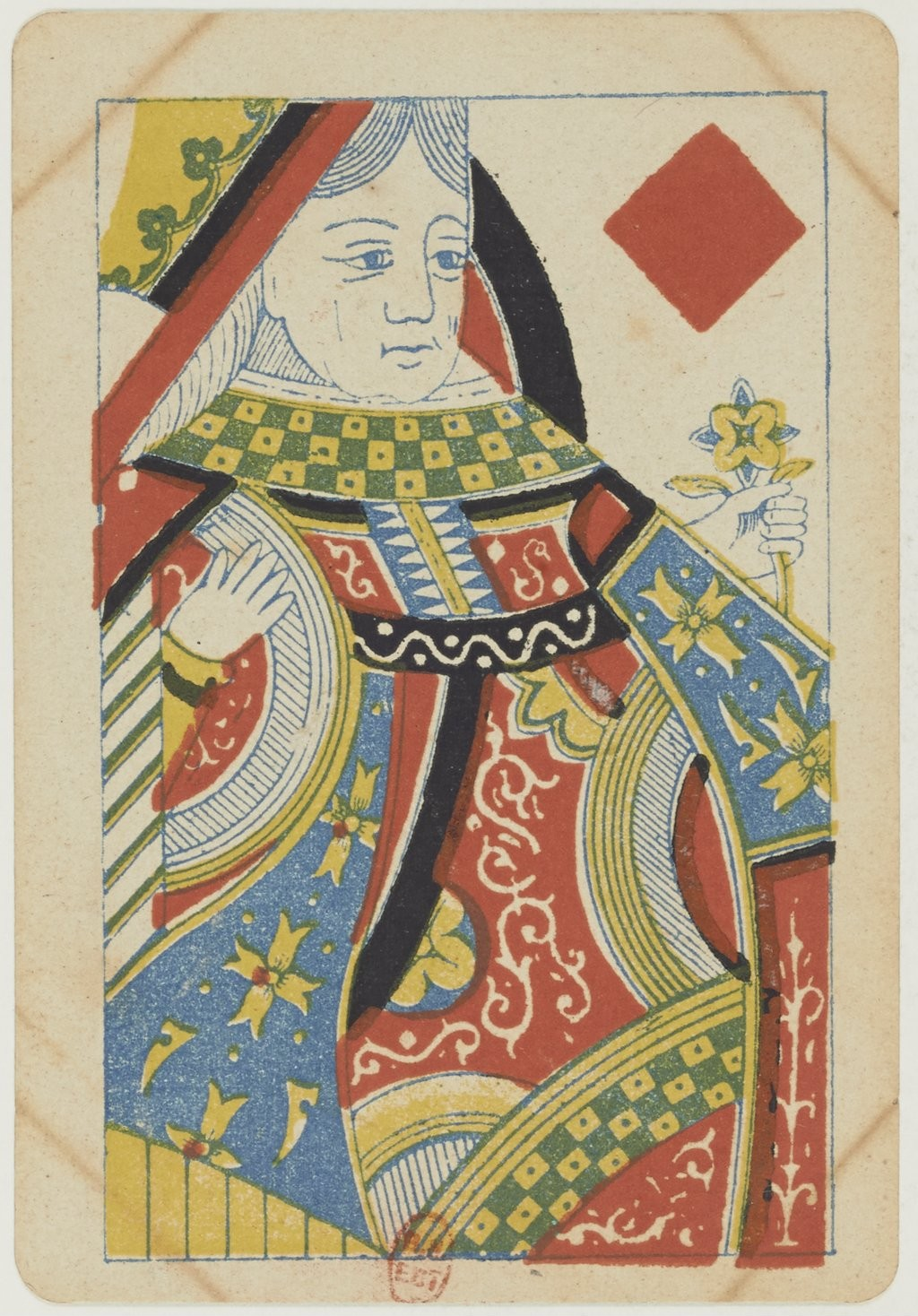
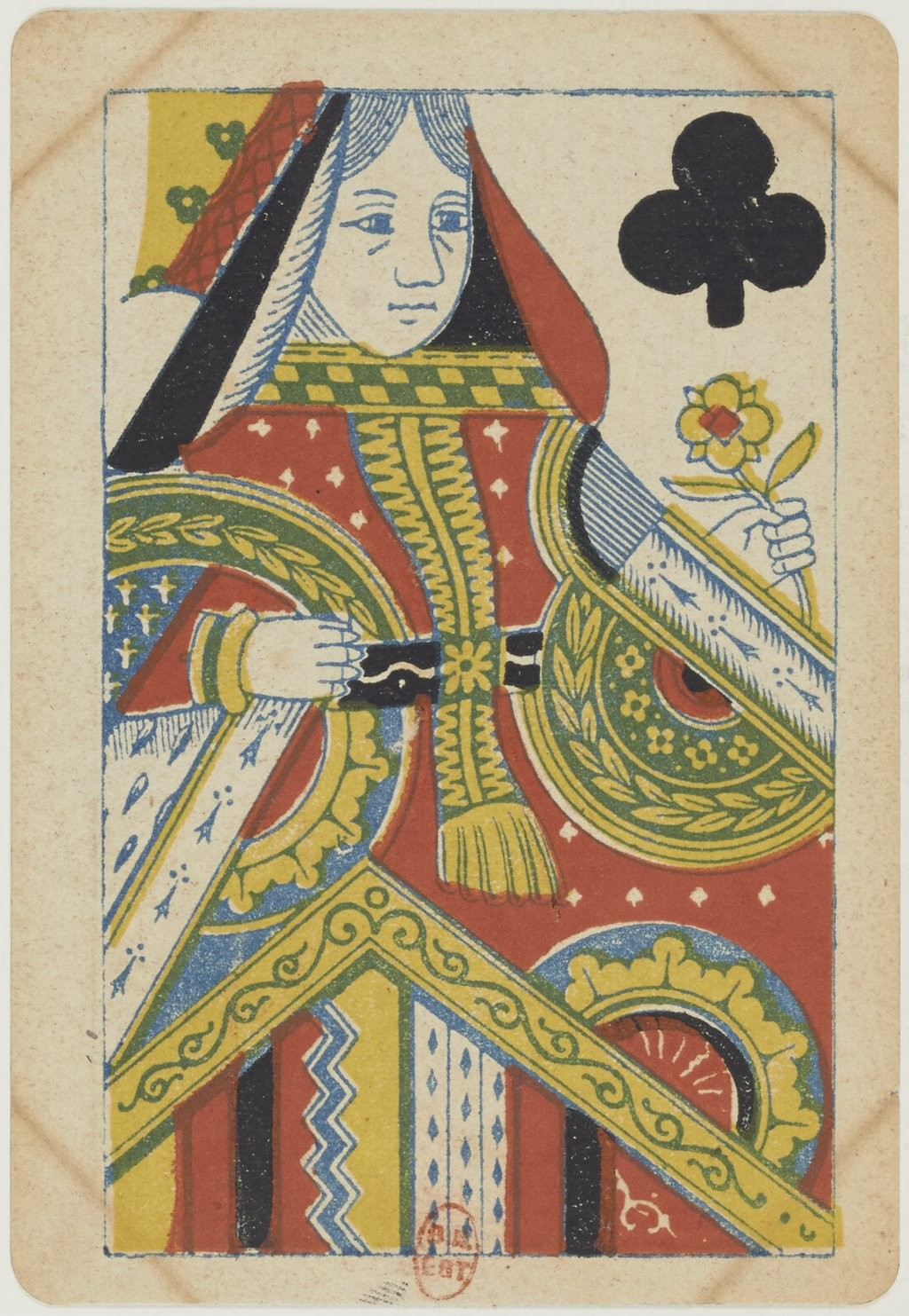
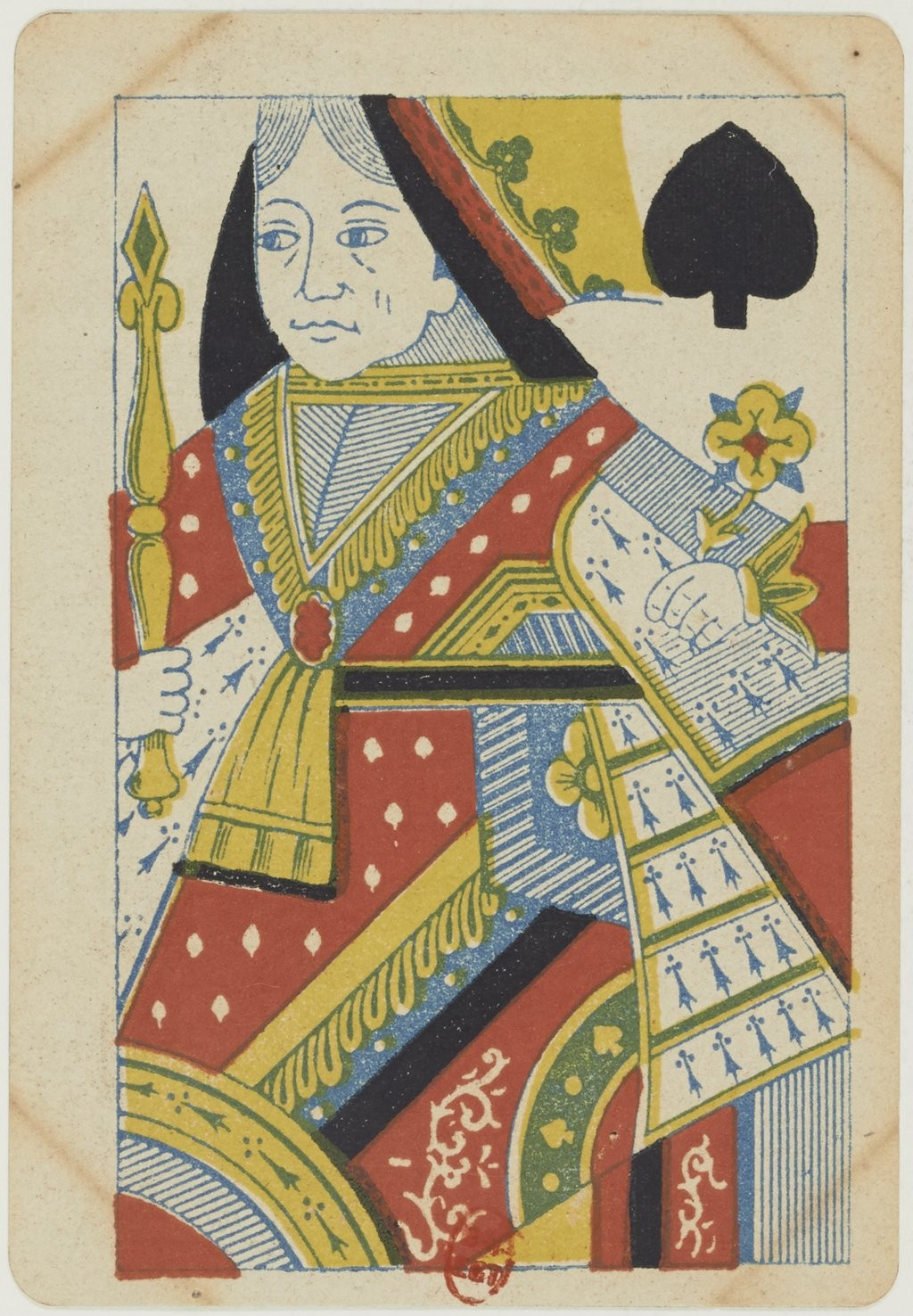

## Mã Unicode
Để chèn các biểu tượng lá Đầm, ta có thể sử dụng mã Unicode như sau:
- U+1F0BD 🂽 : Đầm Cơ
- U+1F0CD 🃍 : Đầm Rô
- U+1F0DD 🃝 : Đầm Chuồn
- U+1F0AD 🂭 : Đầm Bích

## Trong văn hóa đại chúng
- Đầm Cơ là một nhân vật xuất hiện trong truyện cổ tích Alice ở xứ sở thần tiên của Lewis Carroll. Trong truyện, Đầm Cơ là một bà nữ hoàng nóng nảy và khó tính, nhanh chóng ra lệnh chặt đầu cho những ai làm trái ý bà dù đó chỉ là những lỗi nhỏ nhất. Chồng của bà là Già Cơ, một ông vua luôn cố gắng xoa dịu vợ mình khi nổi giận và ân xá cho nhiều "tử tù" mà Đầm Cơ ban án tử.
- Đầm Bích được nhắc đến trong tác phẩm Con đầm pích của Aleksandr Sergeyevich Pushkin, nhà văn nổi tiếng bậc nhất của Nga vào thế kỷ 19.